# Sankt Marxer Friedhof

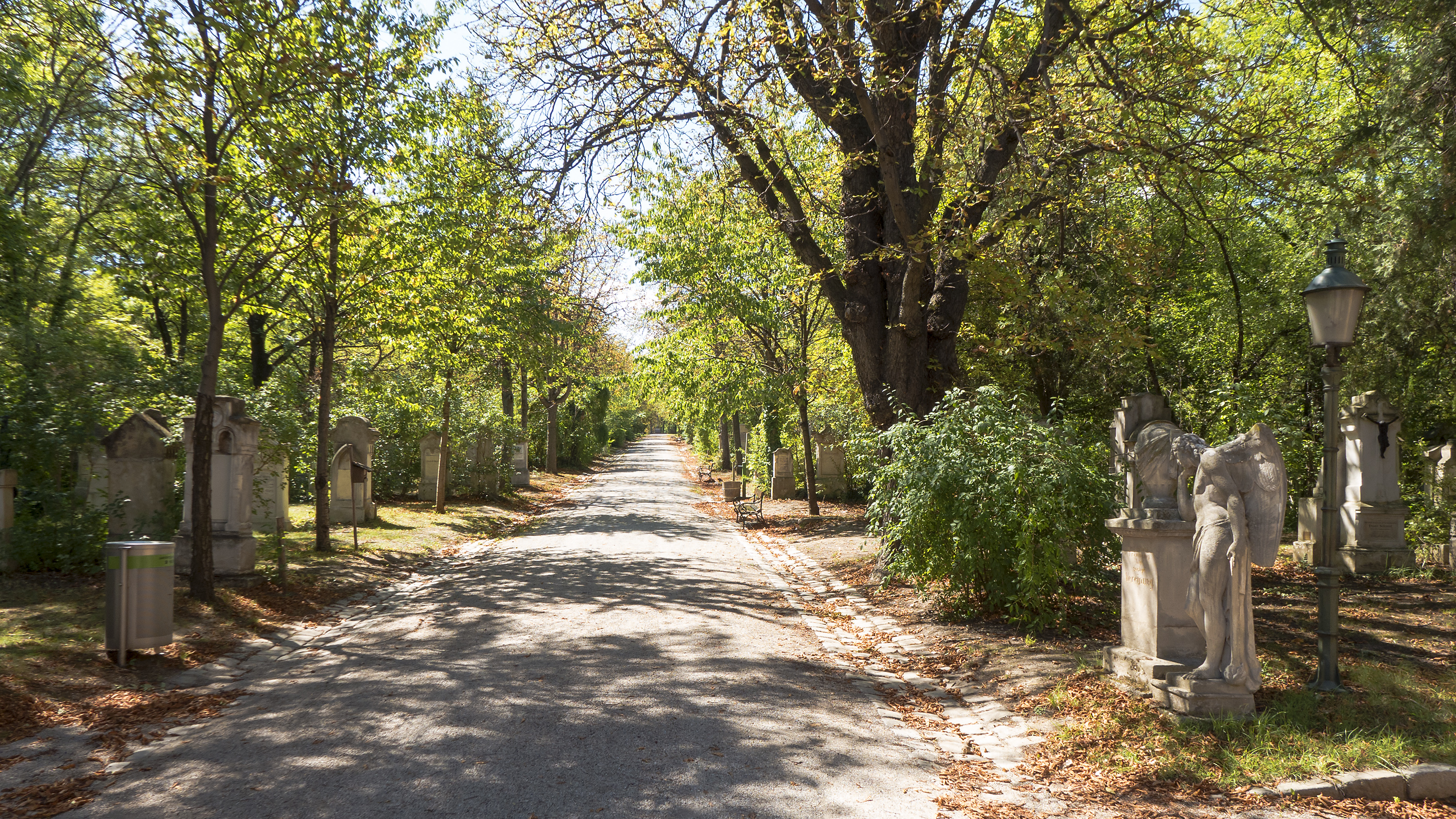
Sankt Marxer Friedhof

Der Sankt Marxer Friedhof im 3. Wiener Gemeindebezirk Landstraße wurde 1874 geschlossen und steht heute unter Denkmalschutz. Die wohl bekannteste Grabstätte auf diesem Friedhof ist jene des Komponisten Wolfgang Amadeus Mozart. Die Stadt Wien führt den Sankt Marxer Friedhof als öffentlich zugängliche Parkanlage.

## Geschichte

### Die Reformen Kaiser Josephs II.

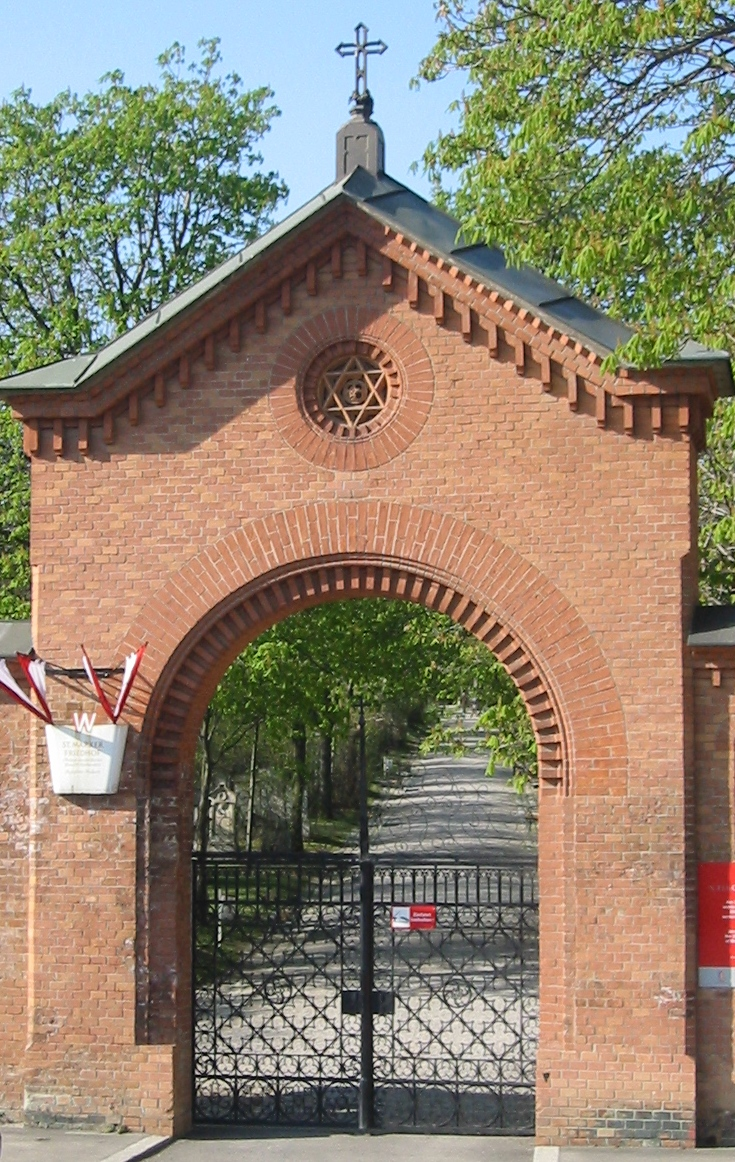
Eingangstor des Friedhofs

Bereits seit dem 16. Jahrhundert hatte es in Wien Bestrebungen gegeben, die Friedhöfe aus dem Stadtinneren zu verbannen. Reformen waren aber in Bezug auf Bestattungen in Wien besonders schwierig durchzusetzen, da die Wiener Bevölkerung eine vorgefasste Meinung hatte, wie ein Begräbnis und die dazugehörige Festlichkeit zu gestalten waren, und ihre traditionellen Bräuche nicht aufzugeben vorhatte. Erst Kaiser Joseph II. setzte mit einer im Zuge seiner Josephinischen Reformen erlassenen Seuchen- und Hygieneverordnung gegen Ende des 18. Jahrhunderts die Schließung der Friedhöfe im Stadtgebiet und in den Vorstädten durch und verbot auch Begräbnisse in den Kirchengrüften und Klöstern innerhalb des Linienwalls. Davon ausgenommen waren Begräbnisse in der Kapuzinergruft, der Stephansgruft und dem Salesianerkloster.
Stattdessen wurden 1784 außerhalb des Linienwalls fünf sogenannte communale Friedhöfe angelegt, heute auch bekannt als Biedermeier-Friedhöfe. So entstanden der Sankt Marxer Friedhof, der Hundsturmer Friedhof, der Matzleinsdorfer Friedhof, der Währinger Friedhof und statt eines ursprünglich in der Brigittenau geplanten Friedhofs der Schmelzer Friedhof. Auch die jüdische Gemeinde Wiens musste aufgrund dieser Verordnung den jüdischen Friedhof Währing außerhalb der Linien als Ersatz für ihren Friedhof in der Roßau errichten. Letzterer wurde aber im Gegensatz zu den katholischen Vorstadtfriedhöfen nicht aufgelassen, da die Gräber auf jüdischen Friedhöfen „auf Ewigkeit“ bestehen und keine Exhumierungen und Überführungen von Toten vorgenommen werden dürfen.

### Entwicklung des Sankt Marxer Friedhofs

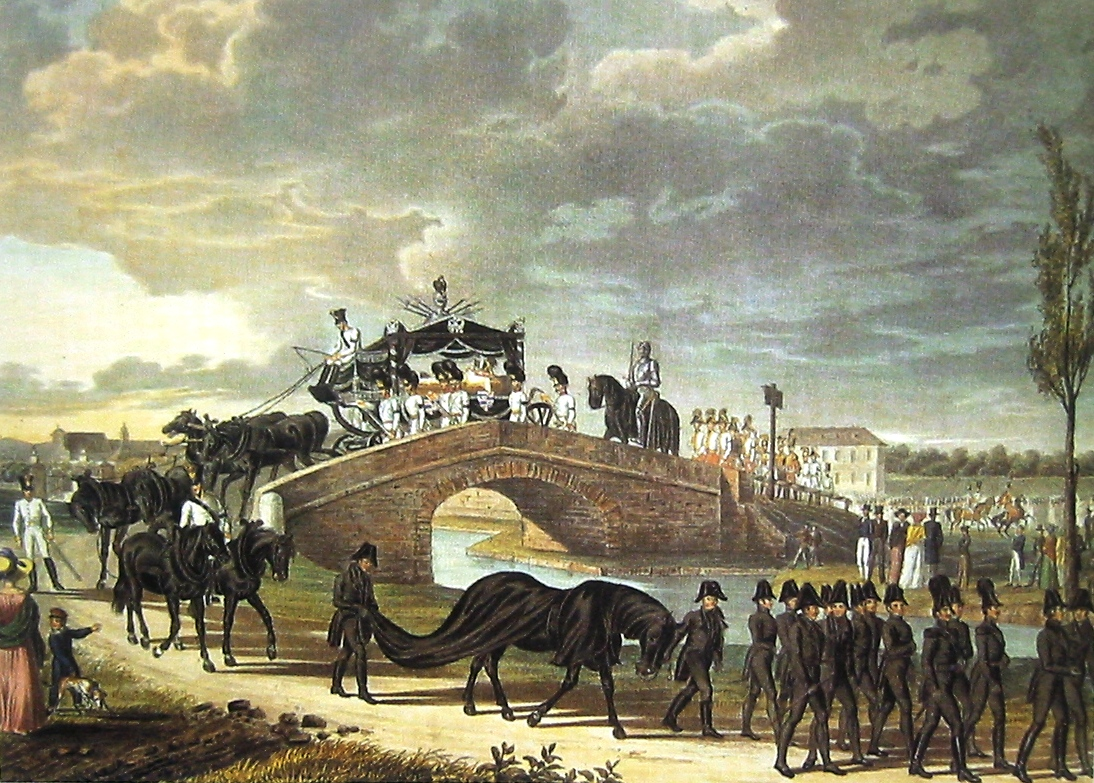
Leichenzug eines Offiziers zum Sankt Marxer Friedhof beim Überqueren des Wiener Neustädter Kanals im Jahr 1823, Lithografie von Josef Kriehuber

Der Sankt Marxer Friedhof wurde außerhalb des Linienwalls nahe dem Linienamt St. Marxer Linie errichtet. Sankt Marx war ein Teil der Vorstadt Landstraße, der Name ist auf eine Kapelle des dort gelegenen Bürgerspitals zurückzuführen, die dem heiligen Markus (St. Marks) geweiht war.
Mit der Eröffnung des Sankt Marxer Friedhofs wurden mehrere kleinere Vorstadtfriedhöfe aufgelassen und die Gebeine auf den neuen Friedhof gebracht. So wurden auch die sterblichen Überreste der Beerdigten des Landstraßer St. Nikolai-Friedhofs (an dessen Stelle sich heute der Rochusmarkt befindet) hierher überführt, unter anderem jene des Bildhauers Georg Raphael Donner. Der Sankt Marxer Friedhof wurde erstmals am 17. Mai 1784 in einem Sterberegister (Pfarre Mariä Geburt) namentlich erwähnt, es ist aber wahrscheinlich, dass hier bereits in den Wochen davor Bestattungen stattgefunden haben. Die Zuständigkeit des Friedhofs umfasste Teile der Inneren Stadt, die Vorstädte Landstraße, Erdberg und Weißgerber sowie die heutige Leopoldstadt.
Der Friedhof befand sich zum Zeitpunkt seiner Eröffnung noch weit außerhalb der Stadt, die aber ab 1850 – nach der Schleifung der Verteidigungsanlagen, Eingemeindung der Wiener Vorstädte und Abtragung des Linienwalls – rasch bis zum Friedhof vorrückte. Wie zeitgenössische Quellen und Verordnungen zeigen, hatten die communalen Friedhöfe unter den Josephinischen Reformen auch den Zweck, die Toten möglichst weit von den Lebenden fernzuhalten. In den ersten Jahren war es sogar verboten, die Leichenwagen auf ihrem Weg zum Friedhof über die Stadtmauer hinaus zu begleiten oder Gräber zu kennzeichnen. Eine Ausnahme bildeten Grabstätten, die sich direkt an der Friedhofsmauer befanden, weshalb sich die ältesten Gräber mit Grabstein dort befinden. Erst als das Verbot aufgehoben wurde, weil der Widerstand des Klerus und der Bürger zu stark war, durften auch einfache Gräber mit Grabsteinen ausgestattet werden.
Nach dem Bau des 1803 eröffneten Wiener Neustädter Kanals lag der Friedhof nunmehr am südwestlichen Ufer dieses Wasserlaufs und war somit von Sankt Marx und der Ausfallstraße (dem heutigen Rennweg) getrennt. Vor dem St. Marxer Linientor wurde eine über den Kanal führende Brücke gebaut, über die der Friedhof weiterhin erreicht werden konnte. Am 26. Oktober 1848 fanden auf dem Friedhof im Zuge des Wiener Oktoberaufstandes Kampfhandlungen statt, bei denen die Wiener Verteidiger kroatische Einheiten zurückdrängen konnten. Aber bereits zwei Tage später fiel die St. Marxer Linie, und am 31. Oktober erstürmte das Militär die Innere Stadt.

### Schließung und Umwandlung in eine Parkanlage

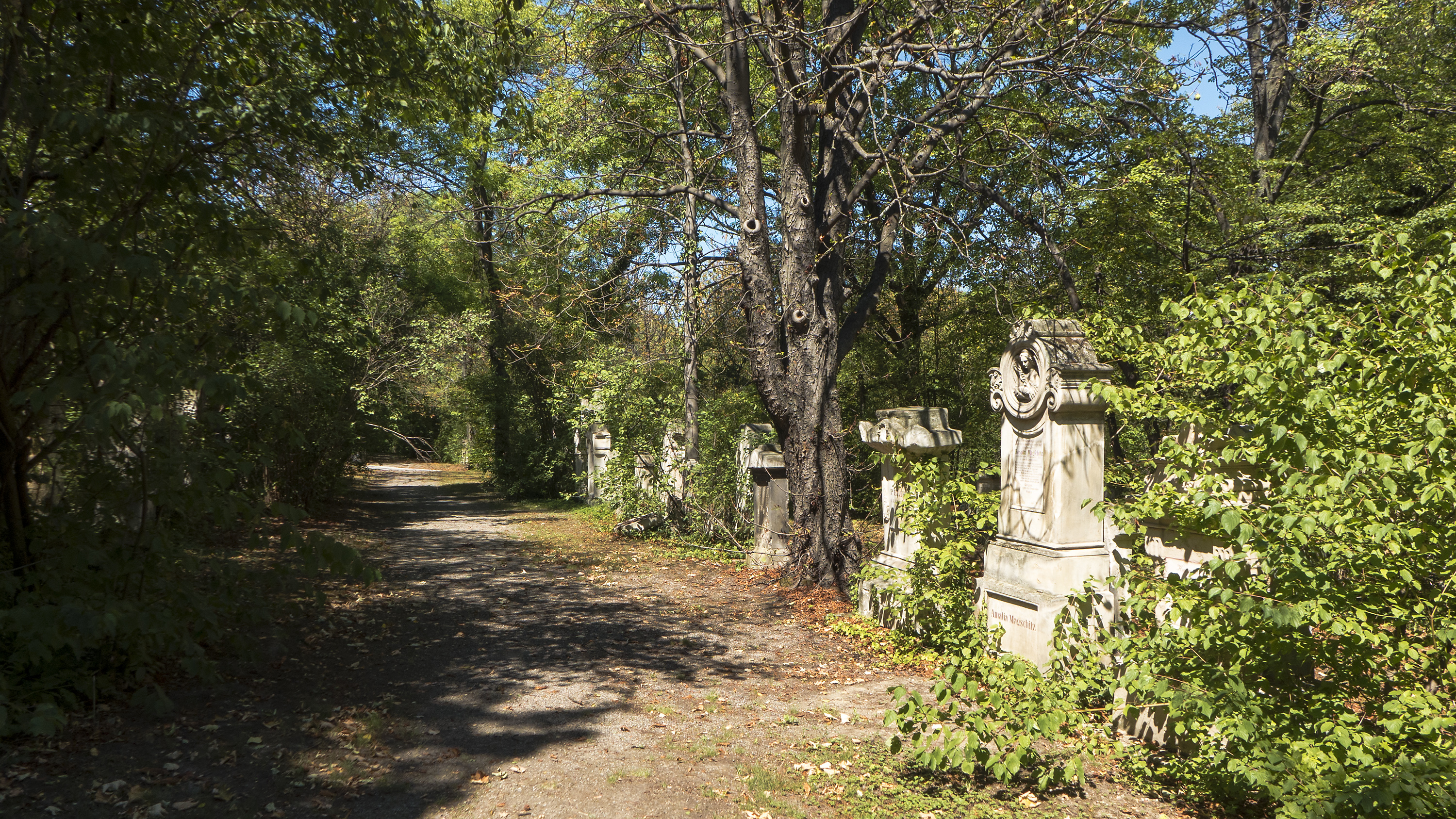
Von der Vegetation vereinnahmte Grabsteine

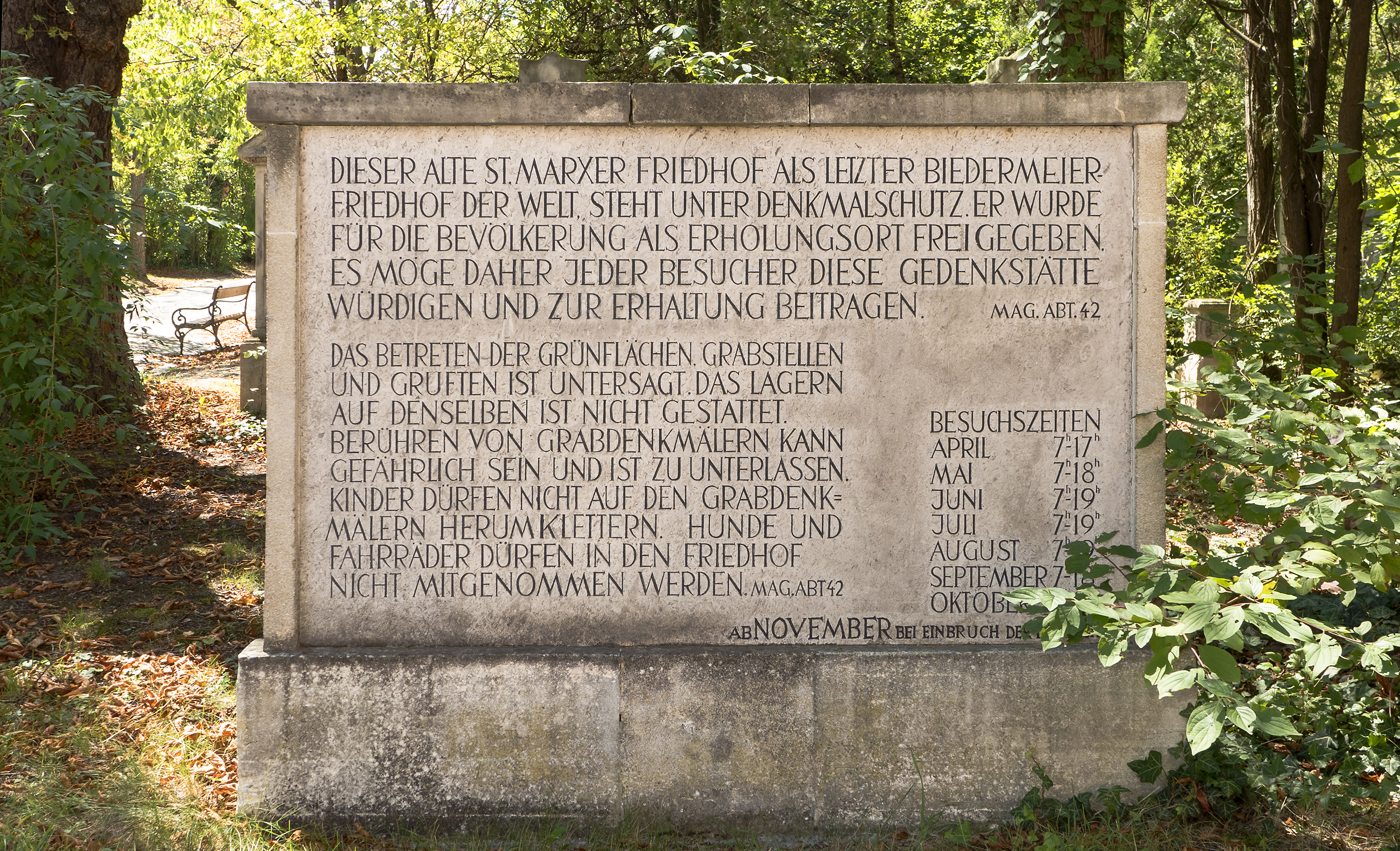
Steintafel mit Parkordnung

Ab Mitte des 19. Jahrhunderts wurden aufgrund der Bevölkerungsexplosion in Wien die communalen Friedhöfe rasch zu klein, weshalb die Stadtväter die Errichtung des Wiener Zentralfriedhofs beschlossen, welcher schließlich am 1. November 1874 seiner Bestimmung übergeben wurde. Gleichzeitig wurden die fünf Communal-Friedhöfe nach 90-jährigem Bestehen geschlossen. Zu diesem Zeitpunkt hatte der Sankt Marxer Friedhof – nach mehreren Erweiterungen – eine Fläche von über 60.000 m² und war damit nach dem Schmelzer Friedhof der zweitgrößte der communalen Friedhöfe. Vereinzelt wurden hier aber auch nach 1874 noch Bestattungen vorgenommen, vor allem in bereits bestehenden Familiengruften, so wurde beispielsweise der Praterunternehmer Basilio Calafati im Jahre 1878 beigesetzt. In den 1880er Jahren wurde begonnen, prominente Verstorbene des Sankt Marxer Friedhofs zu exhumieren und auf den Zentralfriedhof umzubetten, da dort zur Steigerung der Attraktivität der neuen „Totenstadt“ Ehrengräbergruppen angelegt wurden.
Der Sankt Marxer Friedhof wurde in weiterer Folge sich selbst überlassen, was zu einer Verwilderung des Geländes führte. Nach einem Beschluss des Wiener Gemeinderates vom 10. Februar 1922 sollten die fünf ehemaligen Communal-Friedhöfe aufgelassen und in Parks umgewandelt werden. In den darauffolgenden Jahren wurde aus dem Hundsturmer Friedhof der Haydnpark, der Matzleinsdorfer Friedhof wurde zum Waldmüllerpark, der Währinger Friedhof zum Währingerpark, und auf einem Teil des Areals des Schmelzer Friedhofs wurde der Märzpark errichtet. Der Heimatforscher Hans Pemmer setzte sich jedoch geradezu kämpferisch für die Erhaltung des Sankt Marxer Friedhofs ein, sodass dieser unter Denkmalschutz gestellt wurde und als einziger dieser fünf Friedhöfe bestehen blieb. Nach einer Renovierung und Instandsetzung des gesamten Friedhofs unter Leitung des Architekten Anton Waldhauser wurde dieser am 22. Oktober 1937 der Wiener Bevölkerung als öffentliche Parkanlage übergeben und 1943 unter die Obhut und Pflege des Stadtgartenamtes gestellt.
1945 war der Friedhof während der Schlacht um Wien Schauplatz von Kampfhandlungen zwischen der Roten Armee und einer SS-Einheit, zudem wurden in den Monaten davor Teile des Areals durch Bombentreffer schwer beschädigt. Bald nach Kriegsende wurde unter Mitwirkung von Hans Pemmer mit der erneuten Instandsetzung der Anlage begonnen, sodass der Friedhof bereits ab dem 3. August 1946 wieder für die Öffentlichkeit zugänglich war. In den Jahren nach dem Zweiten Weltkrieg ließ das Wiener Kulturamt nachträglich Gedenksteine und Grabmäler für prominente Verstorbene errichten, falls diese beispielsweise in Ehrengräber auf dem Zentralfriedhof überführt oder in Schachtgräbern beerdigt worden waren. Dies betraf unter anderem die Grabstellen von Alois Negrelli von Moldelbe, Moritz Daffinger, Karl Agricola, Johann Georg Albrechtsberger und Joseph Drechsler.

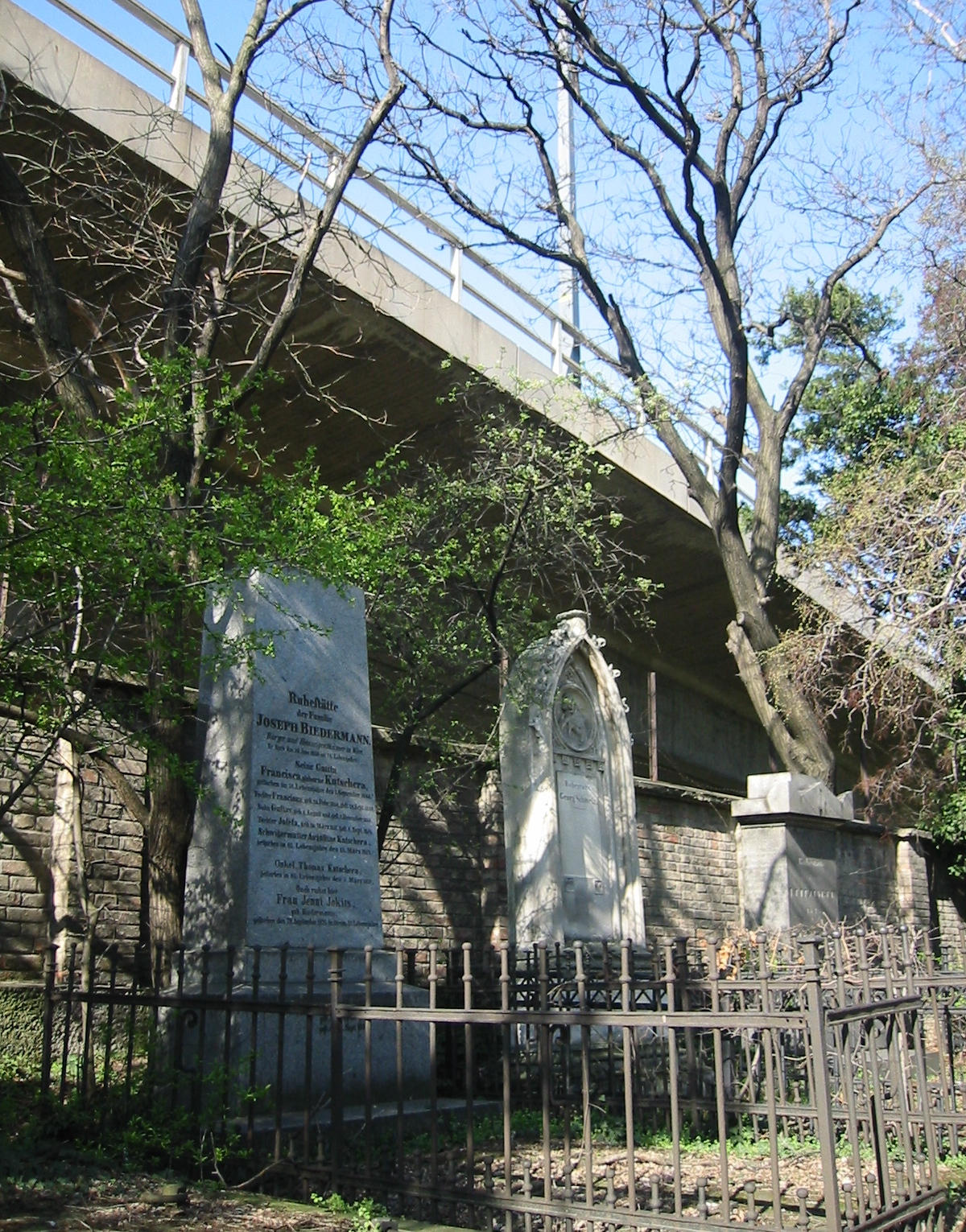
Die Abfahrt der Südosttangente grenzt knapp an den Friedhof

Im November 1957 wurde seitens des Wiener Stadtbauamtes eine Verlängerung des Landstraßer Gürtels geplant, die Trasse sollte ursprünglich nördlich des Friedhofs verlaufen. Deshalb wurde 1958 eine Verkleinerung des Friedhofs im Bereich des rechts vom Eingang gelegenen, nördlichen Ecks um rund 1.500 m² vorgenommen, dazu mussten vier historisch bedeutende Gräber um einige Meter versetzt werden (Louis Montoyer, Jakob Hyrtl, Karl Krottenthaler und Johann Nepomuk Höfel). Das Mausoleum des Ziegel-Industriellen Heinrich von Drasche-Wartinberg, welches nie für Beisetzungen benutzt wurde, stuften die zuständigen Kunsthistoriker hingegen als nicht erhaltungswürdig ein. Als diese Anpassungen bereits durchgeführt waren, änderte das Stadtbauamt seine Pläne dahingehend, dass die Verbindung des Gürtels zur projektierten „Autobahnverbindung Wien Süd“ nunmehr südlich des Friedhofs verlaufen sollte. Die frei gewordene Fläche im Norden der Anlage wiederum kam stattdessen dem kommunalen Wohnbau zugute. Zwischen der Hofmannsthalgasse und der neu gezogenen nördlichen Friedhofsbegrenzung wurde ein 1959 fertiggestellter Gemeindebau errichtet, eine zugehörige Grünfläche inklusive Kinderspielplatz reicht heute bis zur Friedhofsmauer.
Erst viele Jahre später machte der Bau der Autobahn A23 und ihrer Anbindung an den Landstraßer Gürtel eine erneute Verkleinerung des Friedhofsareals nötig, diesmal aber nur um einige Quadratmeter im südlichen Eck der Anlage. Hier wurden drei historisch relevante Gräber um wenige Meter versetzt, unter anderem jenes des Industriellen Karl Klinkosch. Seit der Eröffnung dieses Autobahnabschnittes in den 1970er Jahren schmiegen sich die in diesem Bereich als Hochstraße ausgeführte Stadtautobahn und ihre Abfahrt zum Gürtel in einer Kurve eng an die Süd- und Ostseite des Sankt Marxer Friedhofs.
1996 wurde im Auftrag des Bundesdenkmalamtes ein gartendenkmalpflegerisches Konzept erarbeitet. Unter anderem wurde in Zusammenarbeit mit dem Wiener Kulturamt eine Musterrestaurierung an zwei typischen Grabmälern durchgeführt. Eine Analyse des Steinmaterials ergab, dass für die Stelen und das Medaillon des größeren Grabsteines feinkörniger Leithakalkstein aus Stotzing verwendet worden war, während die Inschriftplatten aus Solnhofer Kalkschieferplatten und die Sockel und Aufsätze aus grobkörnigem Leithakalkstein aus St. Margarethen und Kaisersteinbruch bestanden.
Im August 2005 beschloss die Stadt Wien ein umfangreiches Maßnahmenpaket zur weiteren Erhaltung des Friedhofs. Hauptaugenmerk wurde dabei auf die Instandsetzung der Grabsteine gerichtet, da diese zu einem großen Teil aus Sandstein bestehen und in keinem guten Zustand sind. Grabmäler aus vergleichsweise witterungsresistenten Materialien wie Marmor oder Granit wurden zur damaligen Zeit nur selten hergestellt. Im Auftrag des Kulturamtes wurden alle Grabstellen und deren Erhaltungszustand in einer Datenbank erfasst. Nun sollen im Zuge eines vom Wiener Altstadterhaltungsfonds unterstützten, mehrjährigen Projektes beschädigte und verwitterte Grabsteine restauriert werden.

### Der Friedhof heute

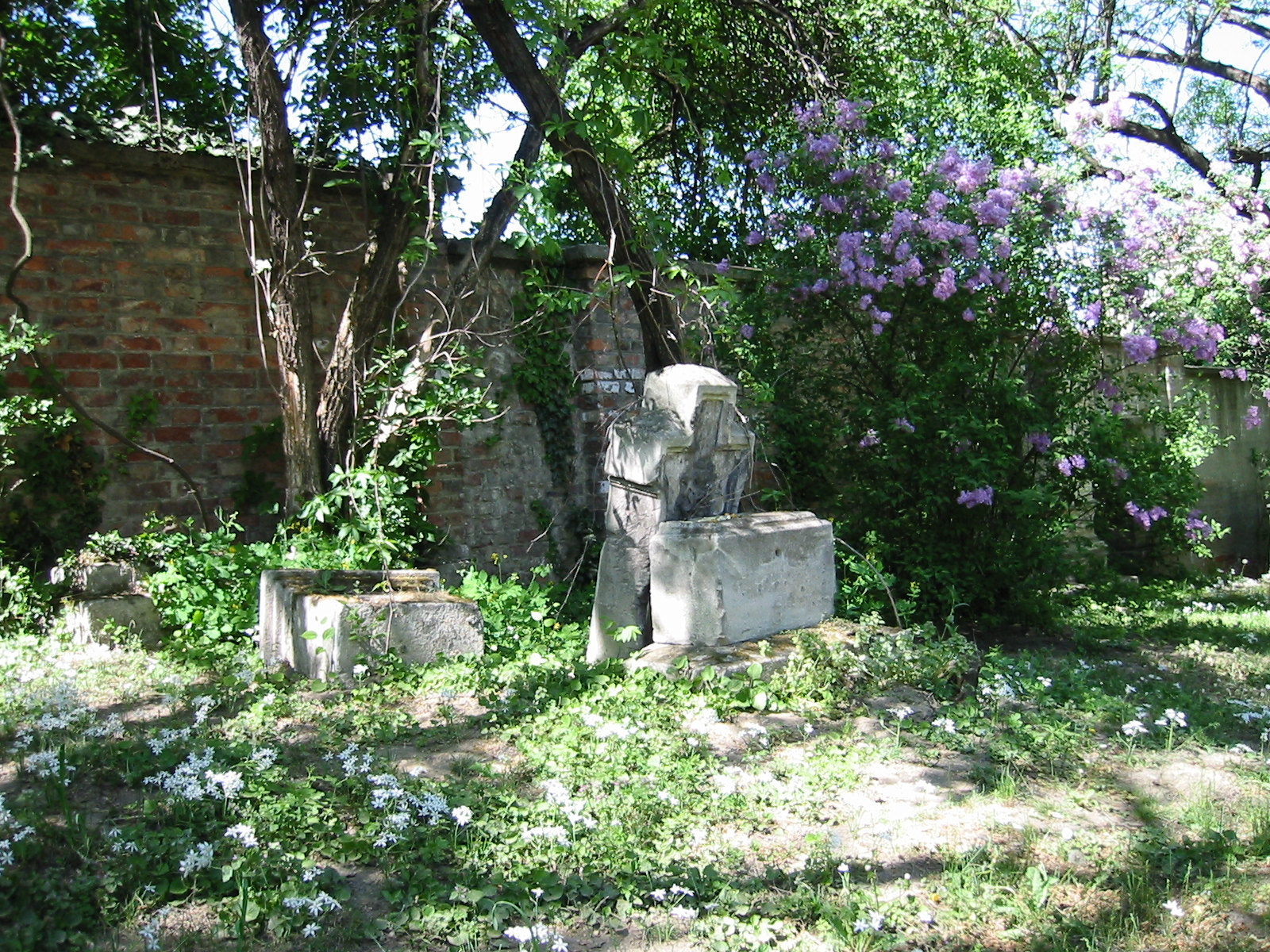
Fliederblüte auf dem Sankt Marxer Friedhof

Der Sankt Marxer Friedhof befindet sich im Süden des 3. Wiener Gemeindebezirks Landstraße. Er ist von einer unverputzten Ziegelmauer umgeben, deren südöstliche Seite die Bezirksgrenze zum 11. Bezirk Simmering bildet. Der Friedhof hat eine beinahe rechteckige Form und eine Fläche von rund 60.000 m². Ursprünglich gab es hier mehr als 8.000 Gräber, von denen heute noch 5.635 erhalten sind.
Trotz seiner Lage an einer von Schwerverkehr frequentierten Straße und zudem an einer Stadtautobahn samt Abfahrt bietet der Friedhof dem Besucher Erholung und weitestgehend Ruhe, nicht zuletzt aufgrund eines Hunde- und Radfahrverbots auf dem gesamten Gelände. Entlang des Hauptweges und auf etlichen Nebenwegen sind zahlreiche Parkbänke aufgestellt. Zur Zeit der Belegung war der Friedhof nur spärlich mit Vegetation ausgestaltet und bot vermutlich ein insgesamt eher trostloses Bild. Nicht zuletzt aufgrund der Tatsache, dass der Friedhof nach seiner Schließung jahrzehntelang nicht gepflegt wurde und sozusagen verwilderte, ist das Areal heutzutage dicht mit Bäumen und Sträuchern bewachsen. Unter anderem gibt es hier unzählige Fliedersträucher, der Friedhof gilt als eines der dichtest mit Flieder bewachsenen Gebiete in Wien. So ist neben dem wohl wichtigsten touristischen Anziehungspunkt, dem Mozartgrab, auch die Fliederblüte im April und Mai erwähnenswert, während der man den Friedhof ungewohnt farbenprächtig erleben kann.

## Friedhofsanlage und Grabstätten

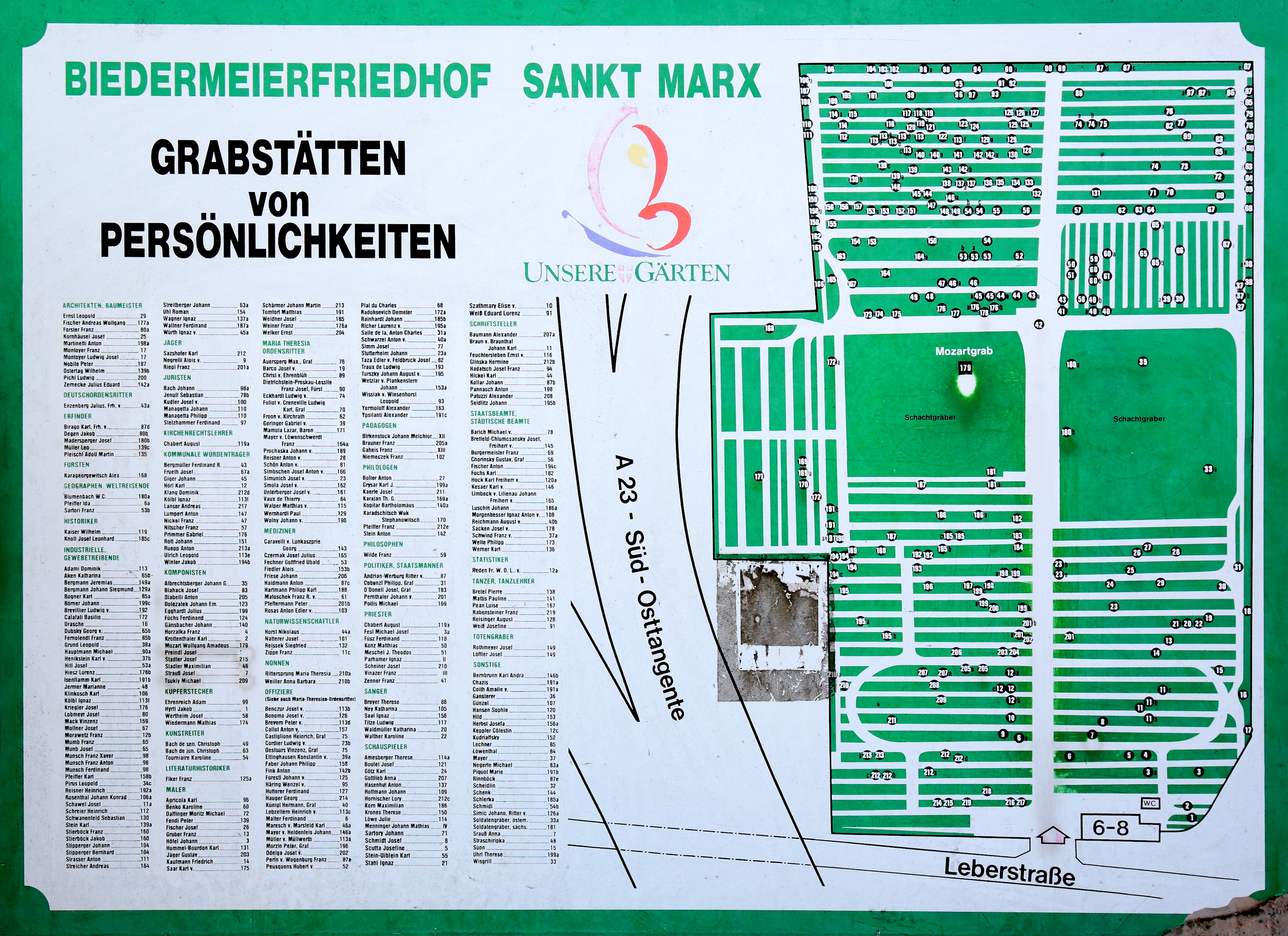
Plan des Sankt Marxer Friedhofs

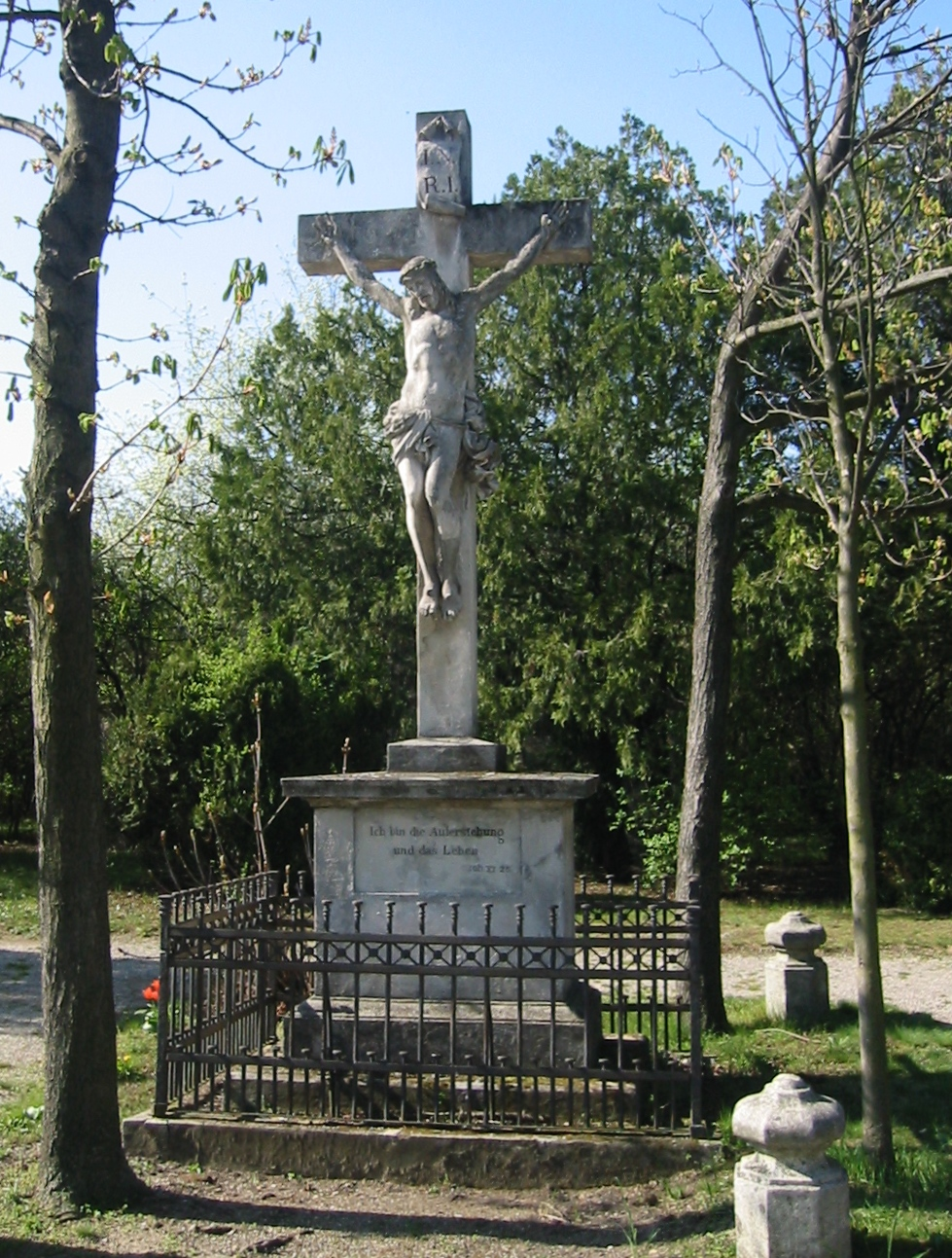
Friedhofskreuz

Betritt man den Friedhof durch das Eingangstor in der Leberstraße 6–8, findet man unmittelbar rechts davon das zweistöckige Wärterhaus. Zur linken Hand steht auf einer ansonsten leeren Fläche eine Informationstafel, an dieser Stelle befand sich früher die Leichenkammer, in der die Särge per Verordnung für eine Frist von 48 Stunden bis zur Beisetzung aufbewahrt wurden, um das Risiko der Beerdigung von Scheintoten zu minimieren. Der als Allee gestaltete Hauptweg führt direkt vom Eingangstor zum Zentrum des Friedhofs. Der Beginn dieser Allee wird zu beiden Seiten von je einem steinernen Genius mit gesenkter Fackel flankiert, die dazugehörigen Urnensockel tragen die Inschriften „Trennung ist unser Loos, Wiedersehen unsere Hoffnung“ und „Auf irdische Trennung folgt seelige Vereinung“.
Nähert man sich dem Zentrum des Friedhofs, verbreitert sich der Hauptweg und endet schließlich an einem monumentalen, steinernen Friedhofskreuz, auf dem der gekreuzigte Jesus Christus dargestellt ist. Die Vorderseite des Sockels trägt die Inschrift „Ich bin die Auferstehung und das Leben“ (Johannes 11, 25). Zu beiden Seiten dieses Alleeabschnitts befindet sich der Bereich der Schachtgräber, anstelle der einstigen Gräberreihen sieht man hier Wiesen mit Baum- und Strauchbepflanzung. Nur einige wenige Gedenkgrabsteine erinnern an die zahlreichen hier Beerdigten.
Im hinteren Teil des Friedhofs befindet sich das laut Hans Pemmer einst von den Totengräbern so genannte Judendörfl, eine Abteilung mit nach Südosten ausgerichteten und dicht aneinandergereihten Einzelgräbern. Der Ursprung dieser Bezeichnung ist nicht bekannt, Angehörige der jüdischen Gemeinde wurden hier jedenfalls nicht bestattet, in einer der vorderen Grabreihen liegen beispielsweise zwei katholische Priester begraben. Seit 1835 war es zwar für getaufte, zum Christentum konvertierte Juden möglich, sich auf christlichen Friedhöfen (also auch jenem von Sankt Marx) bestatten zu lassen, Mitglieder der jüdischen Gemeinde wurden zur damaligen Zeit aber auf dem jüdischen Friedhof Währing beigesetzt. Bei einem über dem Friedhofstor gemauerten Hexagramm dürfte es sich um keine Darstellung des jüdischen Davidsterns handeln, sondern möglicherweise um ein Schutzsymbol gegen Dämonen, das bereits im Mittelalter auch von Christen benutzt wurde. Mit großer Wahrscheinlichkeit handelt es sich bei diesem sechszackigen Stern um eines der hier zu findenden Ewigkeitssymbole, die man auf diesem Friedhof immer wieder bemerkt. Jede in sich geschlossene Darstellung – Kreis, Dreipass usw. – ist ein solches Symbol.

### Die Schachtgräberfelder
Zum wohl bekanntesten Grabmal im Bereich der Schachtgräber, jenem von Wolfgang Amadeus Mozart, führt auf der linken Seite des Hauptweges ein kurzer Kiesweg. Auf der anderen Seite der Allee befindet sich das Grab des Komponisten Johann Georg Albrechtsberger, eines Zeitgenossen Mozarts, dem zu Ehren das Wiener Kulturamt 1947 an der vermuteten Grabstelle ein großes Grabmal mit Engelsstatue errichten ließ.
Im rechten Schachtgräberfeld fand auch Josef Madersperger seine letzte Ruhe. Madersperger gilt als Erfinder der Nähmaschine, konnte dies aber nicht zu seinem finanziellen Vorteil nutzen und starb 1850 verarmt im nahe gelegenen Versorgungshaus St. Marx. Die Wiener Schneiderinnung ließ 1924 an seiner ungefähren Grabstelle ein schmiedeeisernes Kreuz anstelle eines davor vom Madersperger-Biografen Rudolf Granichstaedten-Czerva aufgestellten Holzkreuzes errichten und pflegt dieses bis zum heutigen Tage. Der Blumenschmuck auf seinem Grab bildet mit jenem auf Mozarts Grabstelle die Ausnahme auf dem ansonsten weitestgehend naturbelassenen Friedhof.
Zwei weitere erwähnenswerte Schachtgräber sind jene der im preußisch-österreichischen Krieg gefallenen sächsischen und österreichischen Soldaten. Die sächsischen Soldaten wurden links vom Hauptweg beerdigt, ein Gedenkstein mit der Inschrift „Hier ruhen sächsische Krieger, 1866“ kennzeichnet die Grabstelle. Das 1933 vom Wiener Krieger- und Kameradschaftsverband instandgesetzte Grab der österreichischen Soldaten befindet sich inmitten des rechten Schachtgräberfeldes, der von Sträuchern überwucherte Gedenkstein („Hier ruhen österreichische Krieger, 1866“) ist von den Gehwegen aus kaum wahrnehmbar.

### Abteilung der griechisch-nichtunierten Kirche

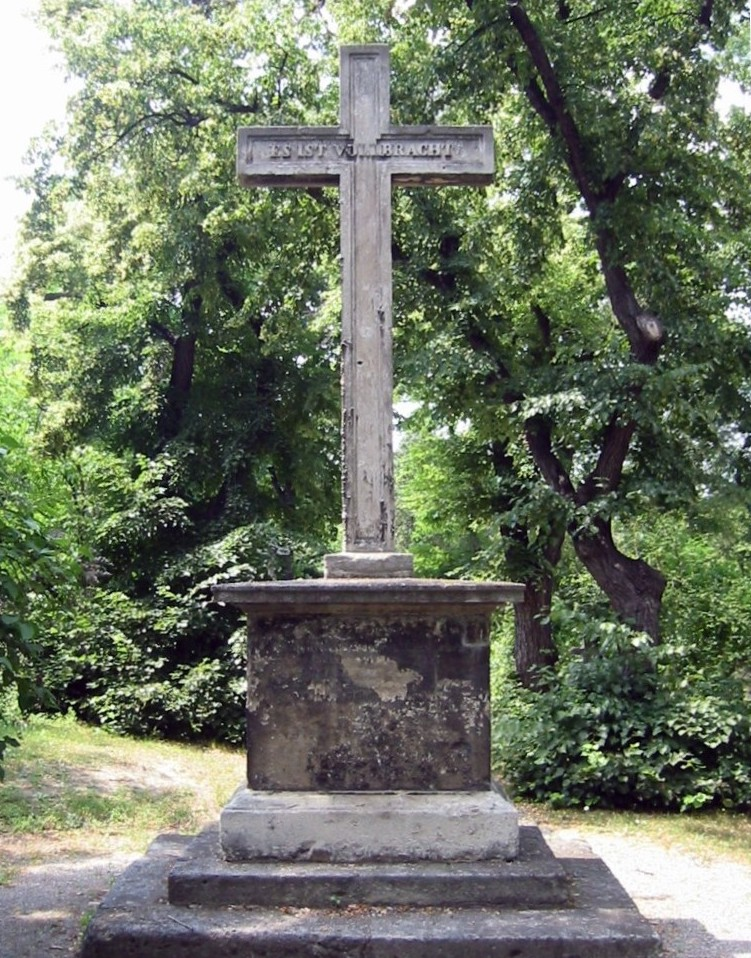
Kreuz in der griechisch-nichtunierten Abteilung

Auf dem Friedhof liegen Angehörige verschiedener christlicher Konfessionen begraben, nebst Katholiken ruhen hier beispielsweise auch evangelische Verstorbene. Ab 1820 wurden hier laut einer Verordnung der niederösterreichischen Landesregierung auch Angehörige der griechisch-nichtunierten Kirche (entspricht der heutigen griechisch-orthodoxen Kirche) beerdigt. 1837 erwarb die griechisch-nichtunierte Gemeinde Zur Hl. Dreifaltigkeit ein an den Friedhof angrenzendes Grundstück und errichtete darauf eine eigene Abteilung.
In dieser Abteilung, die heute als rechteckige, mehrere Gräberreihen umfassende Ausbuchtung an der südöstlichen Friedhofsmauer existiert, wurden auch Angehörige der serbisch-nichtunierten (serbisch-orthodoxen) Kirche und allem Anschein nach auch Mitglieder der sowohl griechisch- als auch serbisch-unierten (griechisch- bzw. serbisch-katholischen) Kirche beerdigt. Prominente hier beerdigte Persönlichkeiten sind beispielsweise der Praterunternehmer Basilio Calafati, der griechische Freiheitskämpfer Alexander Ypsilantis (1903 nach Rappoltenkirchen und schließlich 1964 nach Athen überführt) und der 1897 nach Belgrad überführte Philologe Vuk Stefanović Karadžić.
Für eine separate Einfriedung dieser Abteilung zur Zeit der Belegung gibt es keine Anzeichen, ein mit einem Holztor versperrter Eingang an der westlichen Mauer wurde erst vor wenigen Jahren vom Stadtgartenamt eingebaut und dient nur den Gärtnern als Zugang zu einem Abladeplatz außerhalb des Friedhofsgeländes. Zwei noch heute erhaltene Begrenzungssteine, die im Bereich des wahrscheinlichen Eingangs dieses Areals stehen, deuten vielmehr auf eine einfachere Abgrenzung vom restlichen Friedhof, beispielsweise mittels einer Kette hin. Die Verlängerung eines Seitenweges des Friedhofs wird so zum Hauptweg der griechischen Abteilung, auf dem sich im Zentrum ein großes Kreuz befindet. Der Querbalken dieses griechisch-nichtunierten Friedhofskreuzes trägt auf einer Seite die griechische Inschrift „ΤΕΤΕΛΕΣΤΑΙ“ (Tetelestai) und auf der anderen Seite die deutsche Entsprechung „Es ist vollbracht“, dies war eines der sieben letzten Worte, die Jesus Christus während seiner Kreuzigung sprach.

### Gestaltung der Gräber

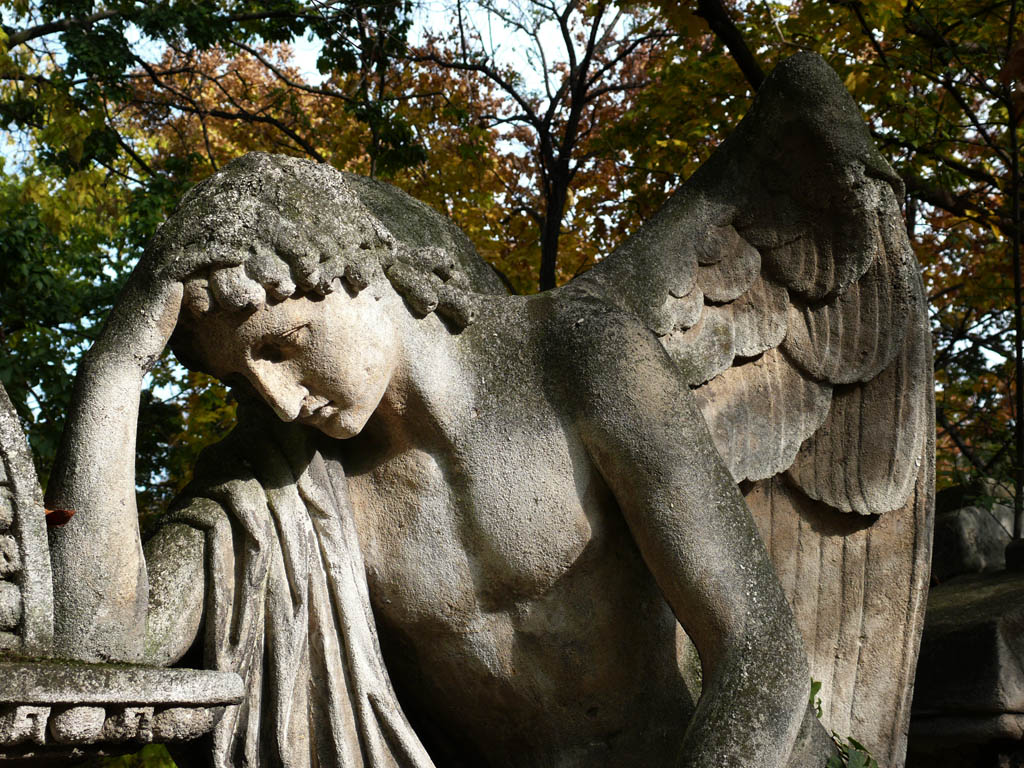
Trauernde Engelsfigur eines Grabsteins

Konträr zu den damals schmucklosen und nicht einmal gekennzeichneten Schachtgräbern wurden Einzelgräber mitunter überaus prunkvoll gestaltet. So finden sich verschiedene Ausprägungen der während des rund 90-jährigen Belegungszeitraums des Friedhofs vorherrschenden Stilepochen. Viele Grabsteine sind im Empirestil gestaltet, aber auch andere klassizistische, der Antike nachempfundene Elemente sind ebenso vertreten wie der Historismus mit beispielsweise neugotischen Spitzbögen und neuromanischen Formen, manchmal wurden die verschiedenen Kunststile auch kombiniert.
Ein häufig verwendetes Stilelement ist eine Grabskulptur in Form eines Todesengels, teils mit Urne oder gesenkter Fackel, wie etwa beim Mozartgrab oder den beiden Statuen im Eingangsbereich. Erwähnenswert sind auch etliche Grabsteine, die römischen Grabaltären nachempfunden wurden. Kreuze findet man für einen christlichen Friedhof überraschend wenige, dafür Symbole, die den Beruf des Verstorbenen repräsentieren, wie z. B. eine Lyra für Musiker.

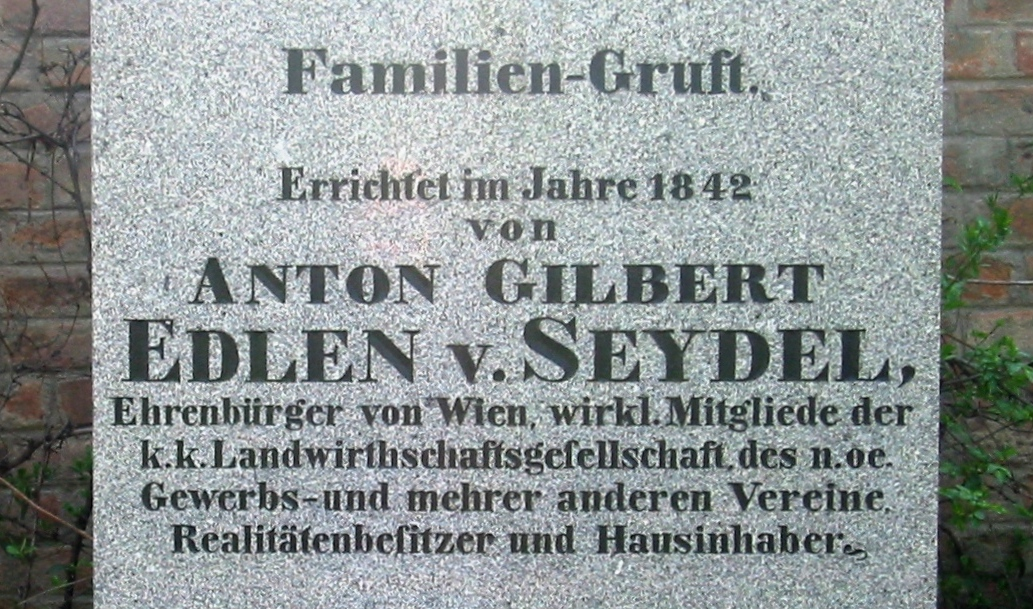
Beispiel einer titellastigen Grabinschrift

Auf vielen Grabsteinen findet man Inschriften, die die Bedeutung von Titeln für die Wiener Bevölkerung zur Zeit des Biedermeier widerspiegeln. Man ließ damals in Stein meißeln, was auch nur einigermaßen als Titel verwendet werden konnte. Oft waren es bloß einfache Berufsbezeichnungen, die von den Menschen aber ebenso stolz getragen wurden wie etwa ein Adelstitel oder akademischer Grad. So findet man auf dem Sankt Marxer Friedhof Grabinschriften wie etwa bürgl. Lust und Ziergärtner, herrschaftlicher Wirthschaftsrath und Mitglied der n. oest. Landwirthschafts-Gesellschaft, geprüfte Lehrerin, bgl. Fischhändlerswittwe, k. k. Hof Mundwäscherin, fürstl. Esterhazy'sche Oberbuchhalters Witwe, bürgl. Kanalräumer und k. k. Post-Cassenverwalter, Realitätenbesitzer dessen Witwe. Auf etlichen Grabsteinen steht auch der Zusatz Hausbesitzer oder Hausinhaber, was darauf zurückzuführen ist, dass in den damals stetig wachsenden Vorstädten es sich etliche Bürger leisten konnten, eines der neu erbauten Häuser zu erwerben, um fortan von den Einnahmen aus dem Mietzins gut leben zu können.

## Das Mozartgrab

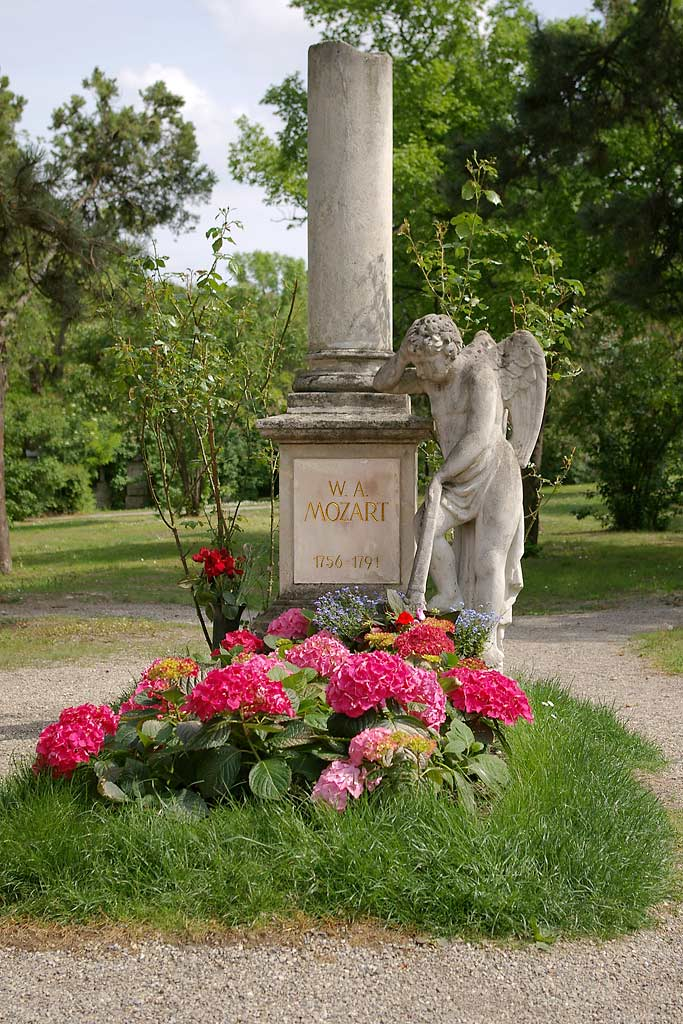
Mozartgrab kurz vor der Restaurierung im Jahr 2005

Die wohl bekannteste und meistbesuchte Grabstätte auf dem Sankt Marxer Friedhof ist jene des Komponisten Wolfgang Amadeus Mozart. Mozart starb am 5. Dezember 1791 in seiner Wiener Wohnung und wurde ebendort am darauf folgenden Tag aufgebahrt. Zur damaligen Zeit war es üblich, dass die Angehörigen und andere Trauergäste bereits im Zuge der Aussegnung vom Verstorbenen Abschied nahmen und den Leichenzug höchstens bis zur Stadtgrenze, nicht aber bis zum Friedhof begleiteten. So endete in den Abendstunden des 6. Dezember der Trauerzug bei Mozarts Überführung bereits beim Stubentor, wenngleich es Berichte gibt, wonach der Komponist Johann Georg Albrechtsberger und seine Familie es sich nicht nehmen ließen, den Sarg bis zum Sankt Marxer Friedhof zu begleiten. Dort angekommen, wurde der Sarg vorerst in der Leichenkammer untergebracht, da seit 1753 eine Beerdigungsfrist von 48 Stunden vorgeschrieben war, die zur Rettung etwaiger Scheintoter dienen sollte. Die Beisetzung dürfte somit am 8. Dezember erfolgt sein, in einem Schachtgrab ohne Kreuz oder andere Kennzeichnung. Manchen irrigen Quellen zufolge wird davon ausgegangen, dass damals nur Joseph Rothmayer (sein Grab befindet sich auch auf dem Friedhof, Nr. 149), der ab 1802 hauptamtlicher Totengräber und davor wahrscheinlich Gehilfe war, die exakte Position von Mozarts Grabstelle bekannt war. Tatsache ist jedoch, dass der Totengräber, der Mozart begrub, der im Dienste des Wiener Bürgerspitalfonds stehende Simon Preuschl war, während Rothmayer mit Mozarts Begräbnis nichts zu tun hatte.

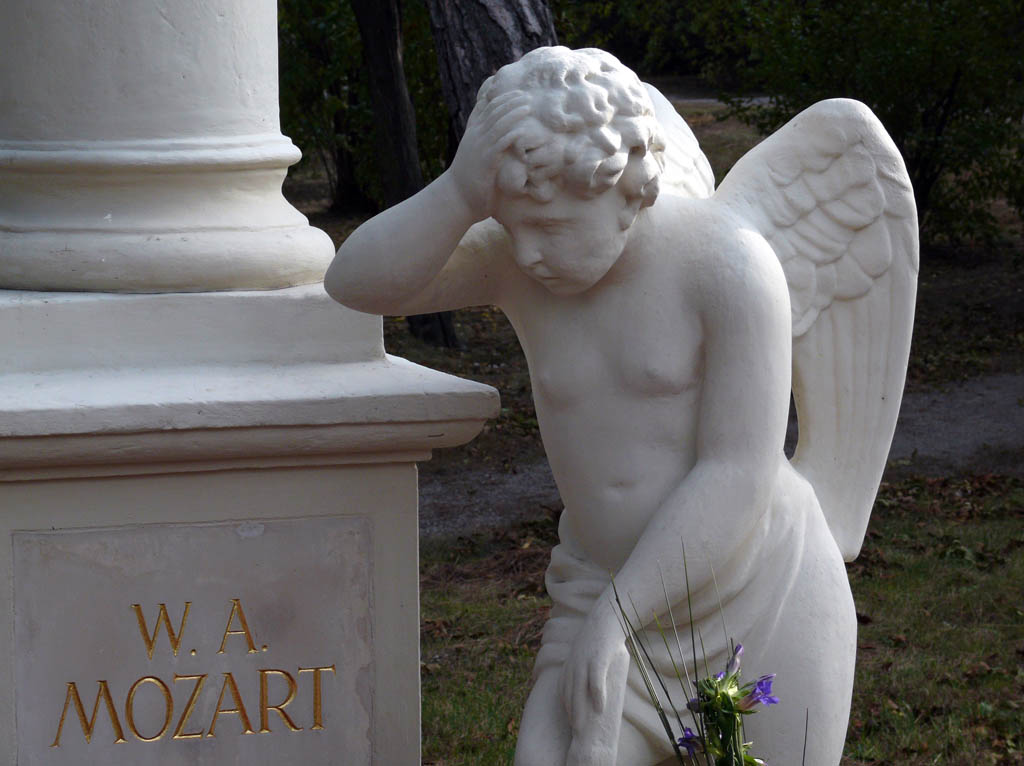
Detailansicht des Grabmals

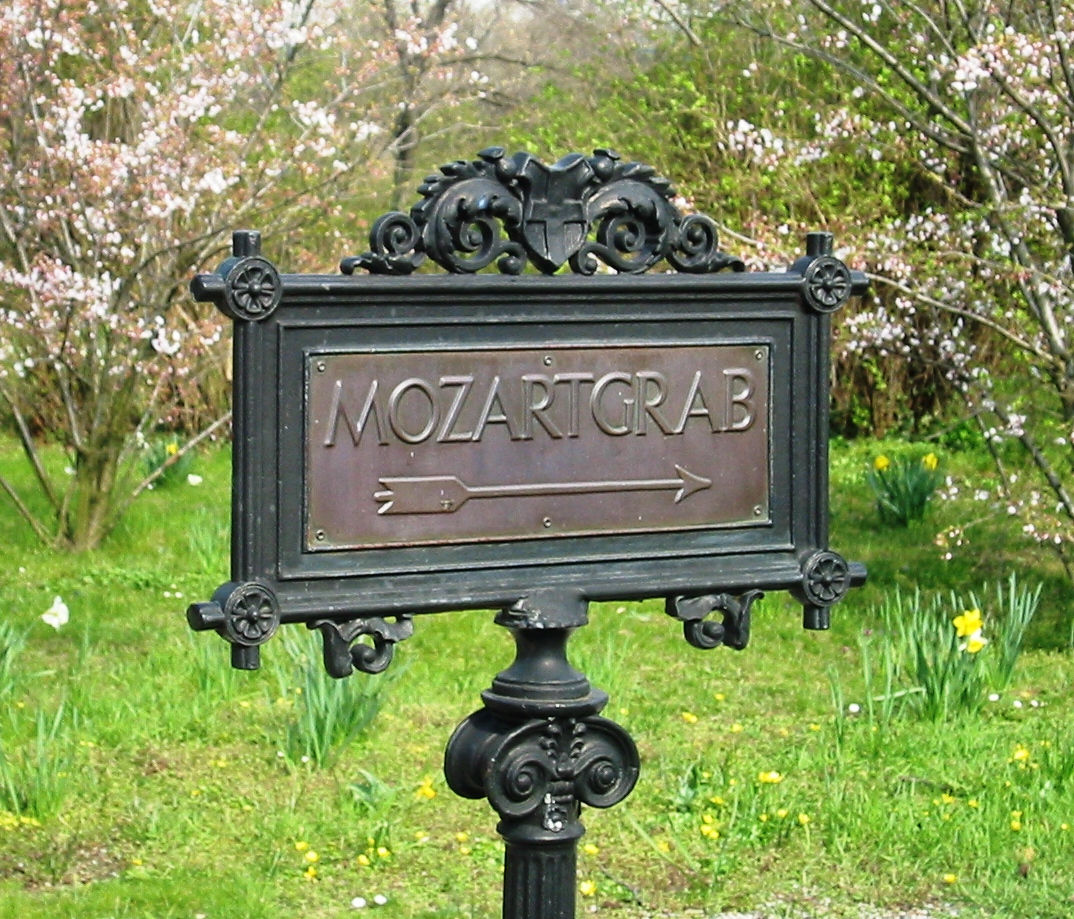
Wegweiser zum Mozartgrab

Als Mozarts Witwe Constanze im Jahr 1808 oder 1809 erstmals das Grab besuchen wollte, konnte der diensthabende Totengräber nur vage Angaben bezüglich der Position der Grabstelle machen. Sein Vorgänger Joseph Rothmayer war erst wenige Monate davor verstorben, anderen Quellen zufolge sprach Constanze noch vor seinem Tod mit Rothmayer, erfuhr aber auch nur, dass die Stelle nicht mehr genau bestimmbar sei. Im Laufe der Jahrzehnte wurden immer wieder Stimmen laut, die das völlige Fehlen eines würdigen Grabmals Mozarts bemängelten. Erst 1855, ein Jahr vor Mozarts hundertstem Geburtstag, gab schließlich der Wiener Bürgermeister Johann Kaspar von Seiller den Auftrag, die möglichst exakte Position von Mozarts Grab zu finden und zu kennzeichnen, nicht zuletzt, um den fortwährenden diesbezüglichen Nachfragen ein Ende zu bereiten. Eine amtliche Untersuchung wurde eingeleitet, und nach der Auswertung von Aussagen verschiedener Personen und einer Begehung des Friedhofs entschied man sich für eine Stelle im Bereich der dritten und vierten Schachtgräberreihe, an der sich Mozarts Gebeine laut Protokoll zumindest „mit größter Wahrscheinlichkeit“ befanden, und ließ dort ein Grabdenkmal errichten. Dieses vom Bildhauer Hanns Gasser gestaltete Grabmal wurde am 6. Dezember 1859 enthüllt, aber bereits 1891, anlässlich Mozarts hundertstem Todestag, auf den Zentralfriedhof überführt, wo es seither als Teil des Mozart-Monuments in der Komponisten-Ehrengräbergruppe steht. Hermine Cloeter ist es zu verdanken, dass die Aufzeichnungen über die Lage des ursprünglichen Mozart-Grabes wieder aufgefunden wurden.
An der nunmehr erneut schmucklosen und ungekennzeichneten Stelle errichtete der Friedhofswärter Alexander Kugler ein schlichtes Grabmal, das er aus nicht mehr benötigten Teilen anderer Gräber zusammenstellte (siehe dazu Spolien). Im Kriegsjahr 1945 wurde das Grabdenkmal schwer beschädigt und 1950 vom Bildhauer Florian Josephu-Drouot instand gesetzt. Die zerstörte Grabtafel, die von Josephu-Drouot durch eine neue ersetzt wurde, wird vom Bezirksmuseum Landstraße verwahrt. Das 2005 erneut restaurierte Grabmal befindet sich auch heute an jener Stelle, an der Mozarts sterbliche Überreste vermutet werden.

## Persönlichkeiten, die hier beerdigt wurden
Die nachfolgende Tabelle prominenter Verstorbener enthält Personen, die einst auf dem Sankt Marxer Friedhof begraben waren oder es auch heute noch sind. Einige von ihnen waren ursprünglich auf Vorstadt-Friedhöfen beerdigt und wurden nach deren Stilllegung hierher verlegt. Andere wiederum wurden vom Sankt Marxer Friedhof nach dessen Schließung auf einen anderen Friedhof überführt, etliche davon in Ehrengräber auf dem Zentralfriedhof, die Grabstellen wurden teilweise nachträglich vom Kulturamt mit Gedenksteinen versehen. Die noch heute hier Beerdigten liegen sowohl in Einzelgräbern als auch in den Schachtgräbern im Zentrum des Friedhofs.

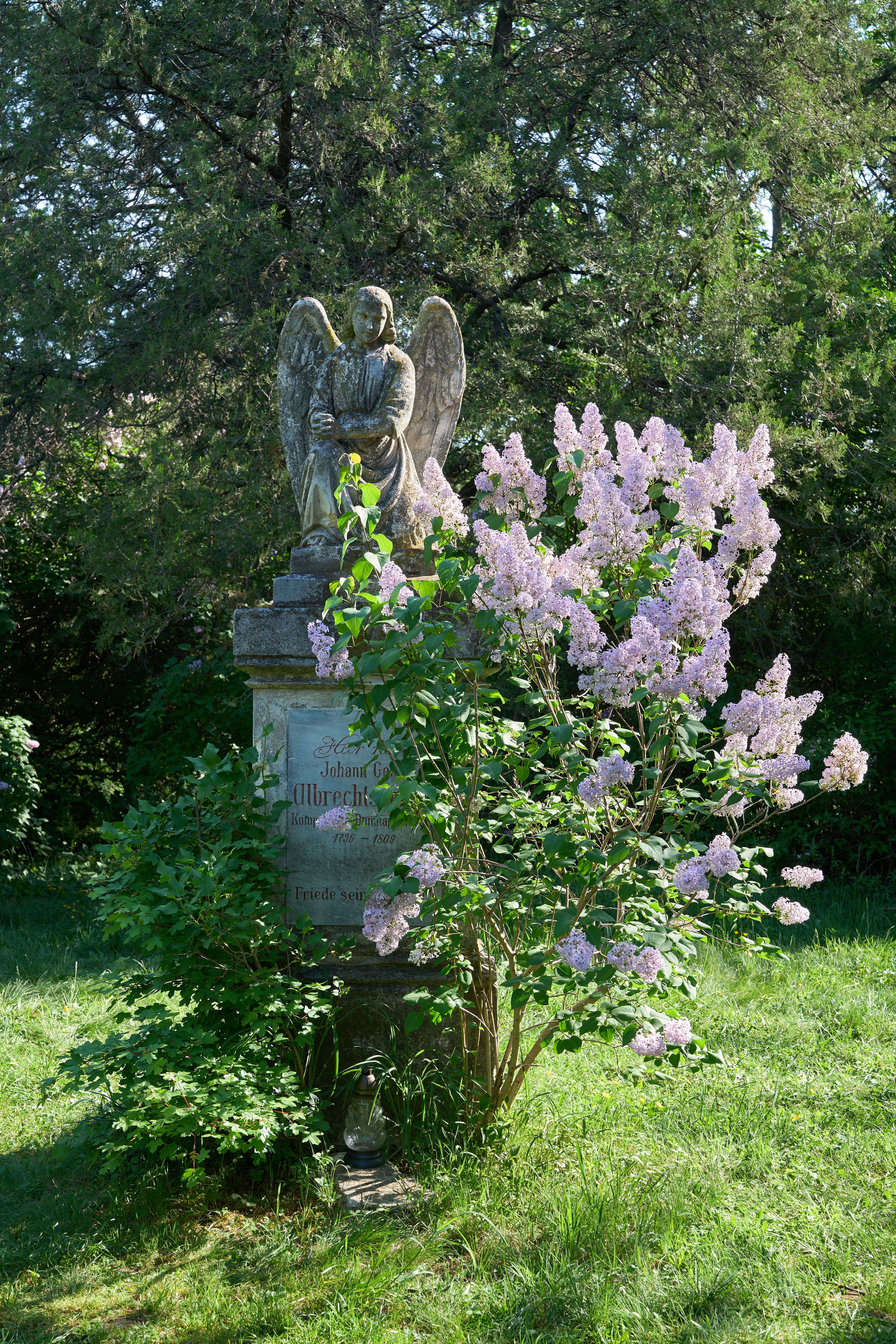
Johann Georg Albrechtsberger

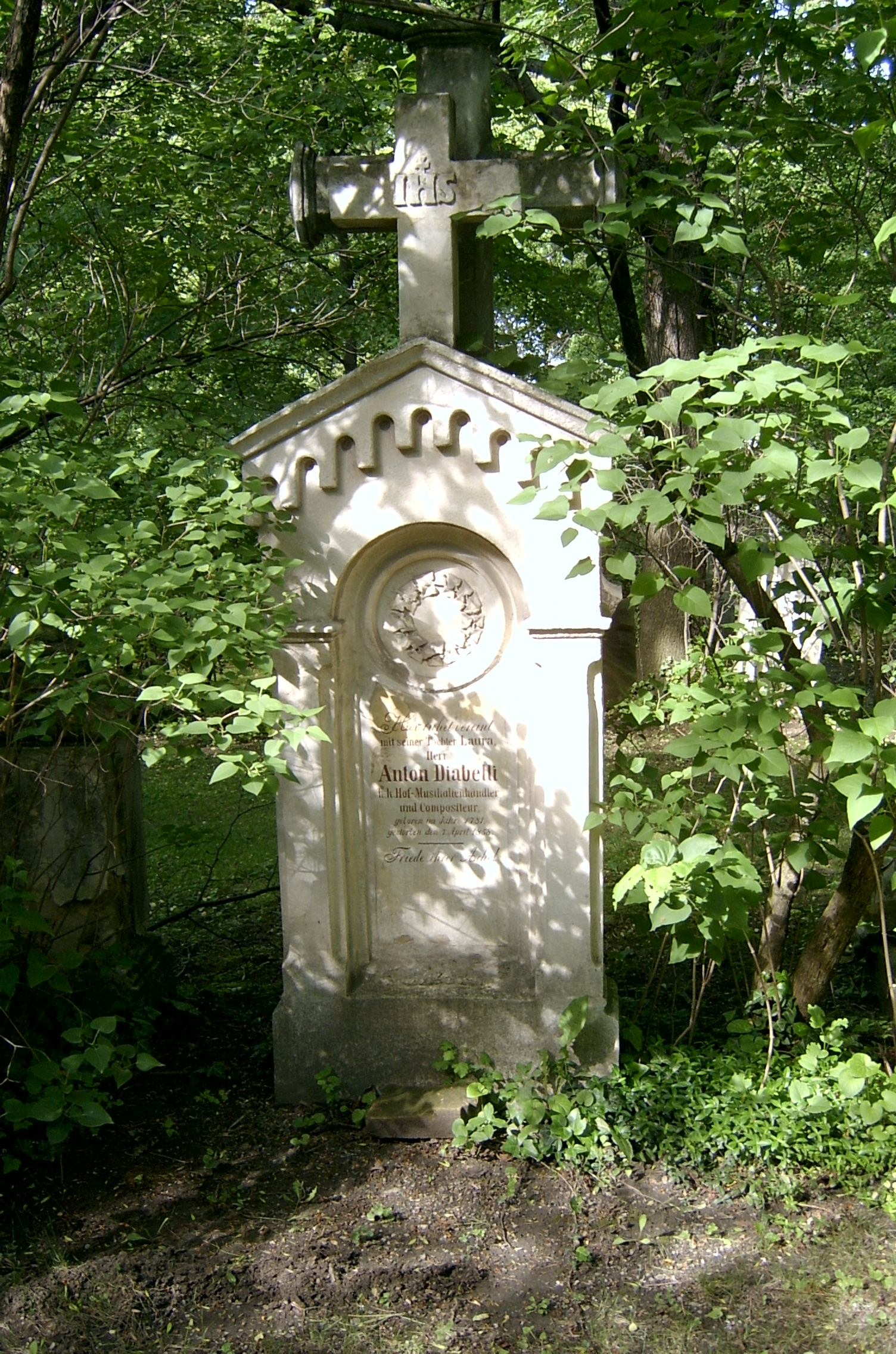
Anton Diabelli

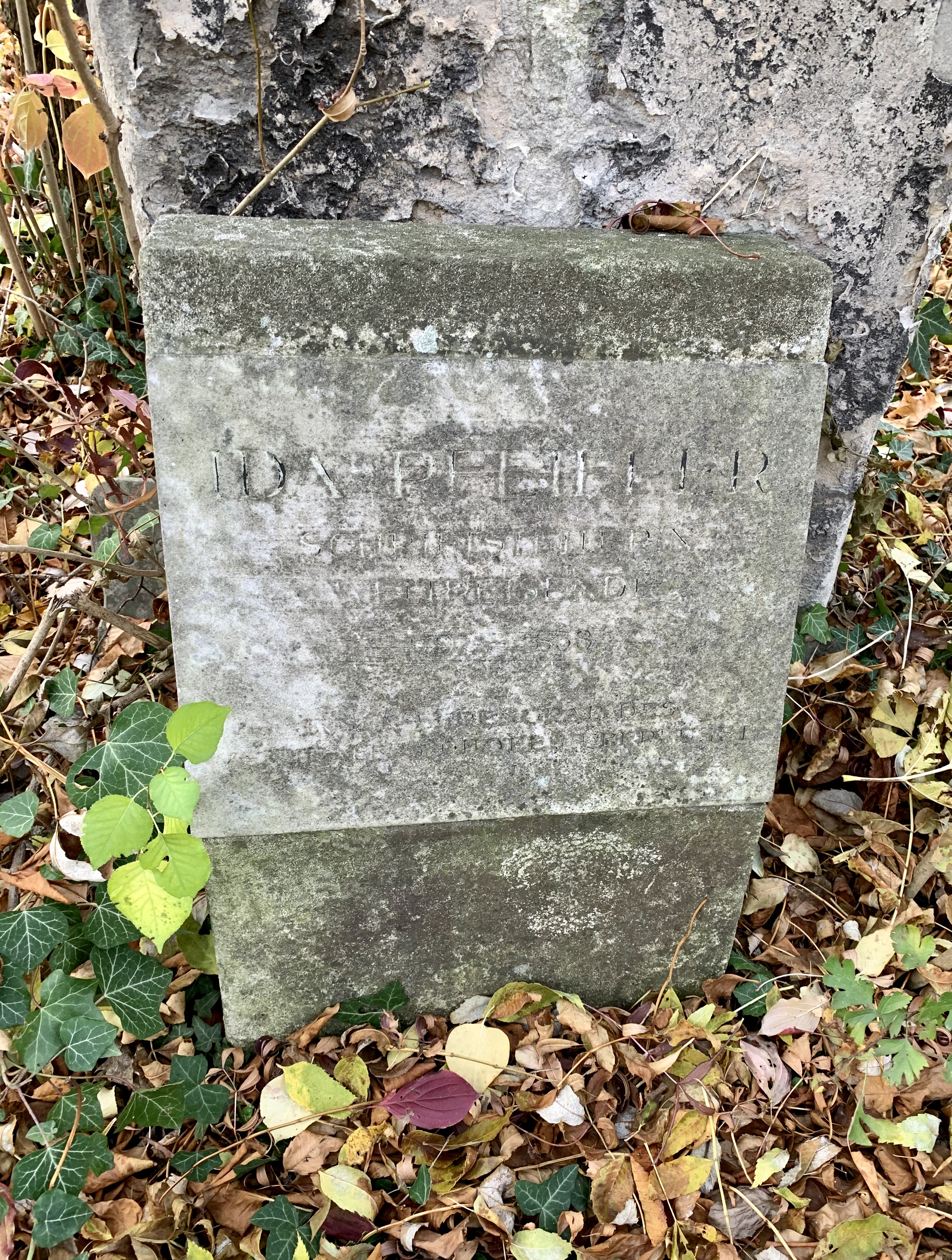
Ida Pfeiffer (Grab wurde 1892 auf den Zentralfriedhof übersiedelt)

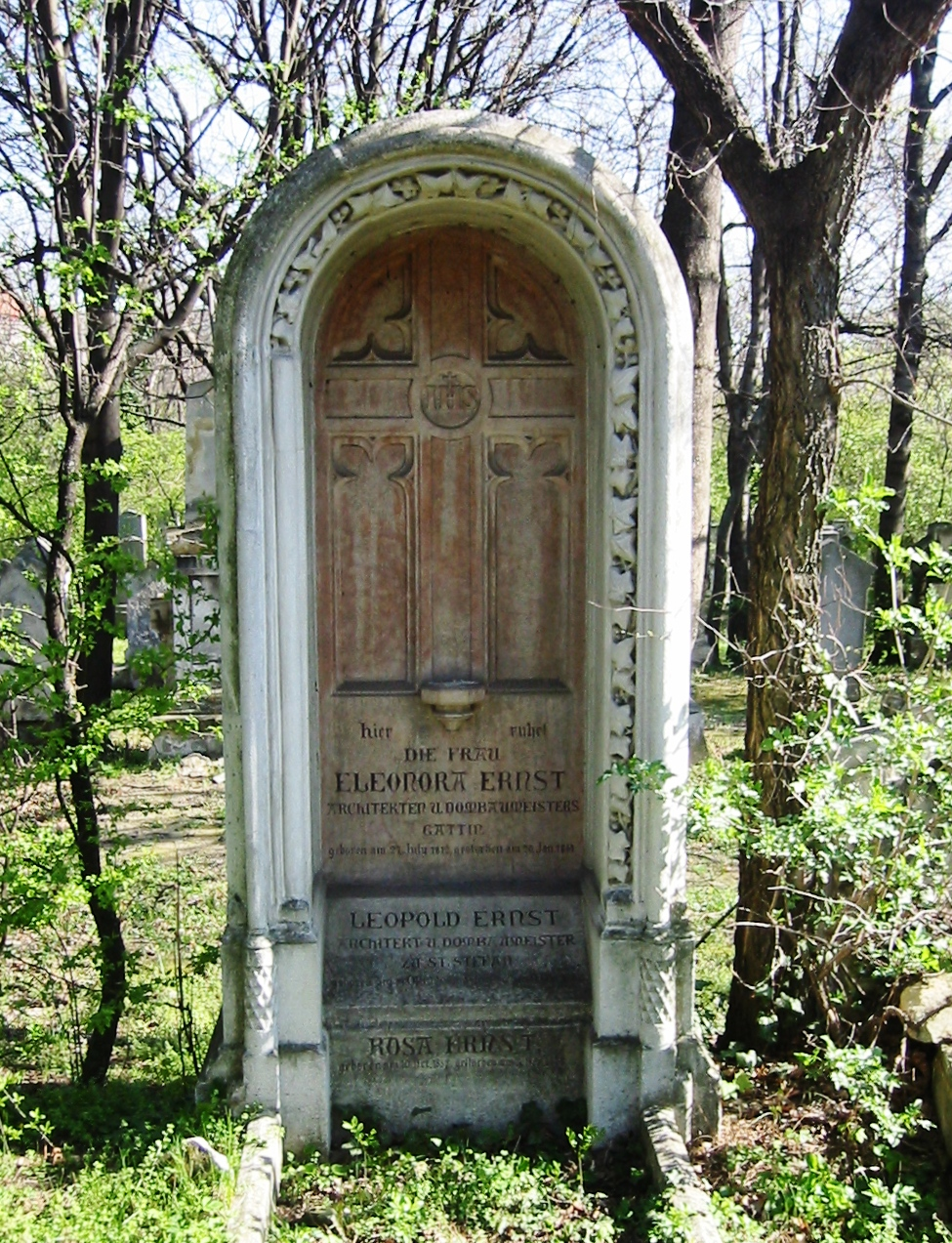
Leopold Ernst

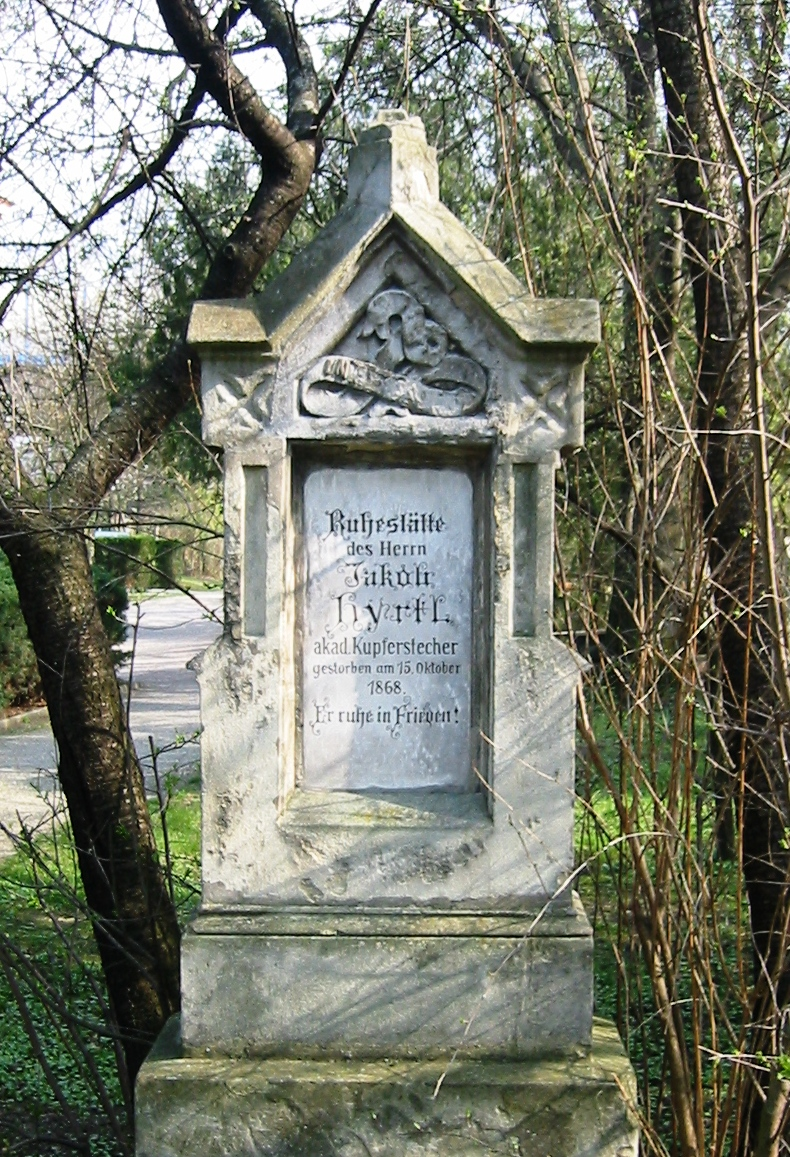
Jakob Hyrtl

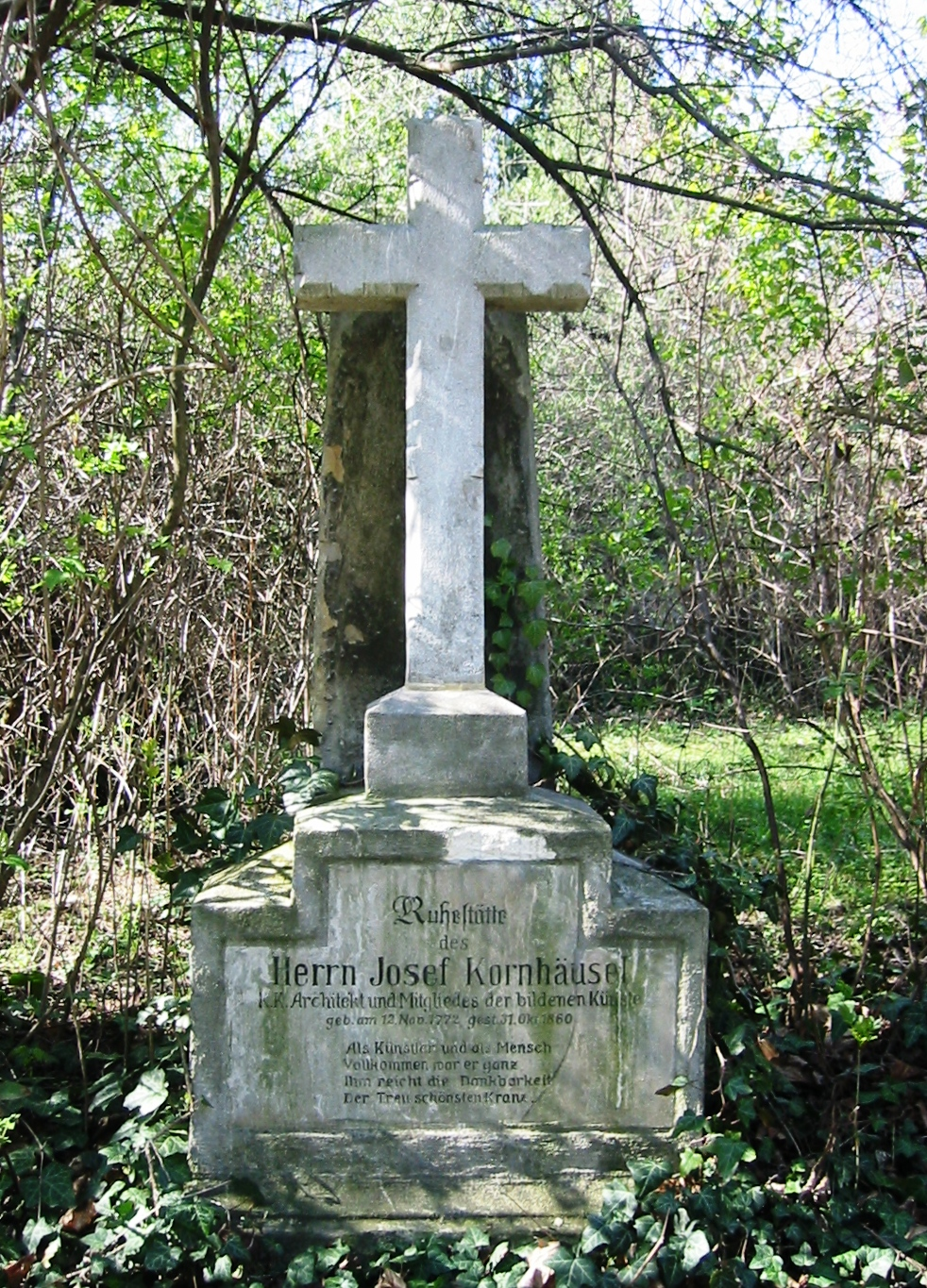
Josef Kornhäusel

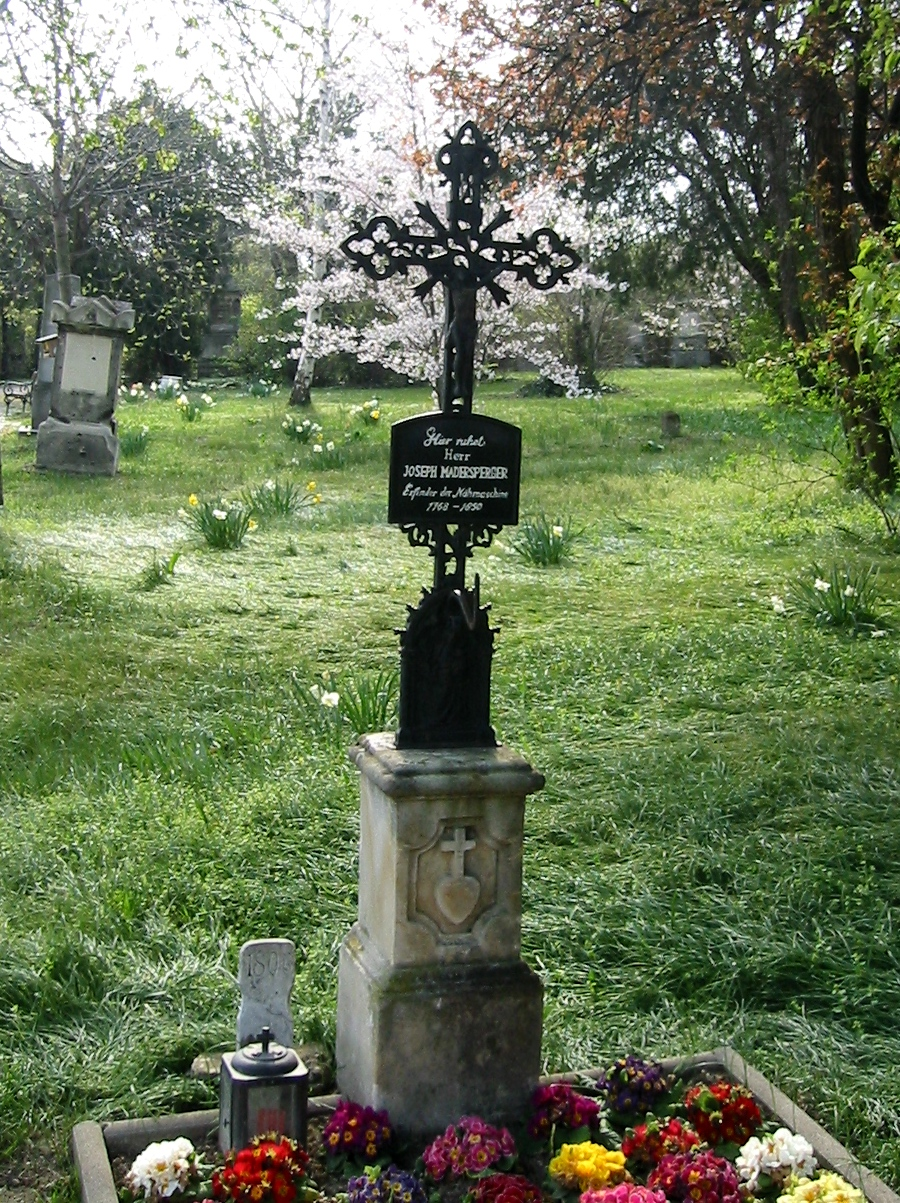
Josef Madersperger

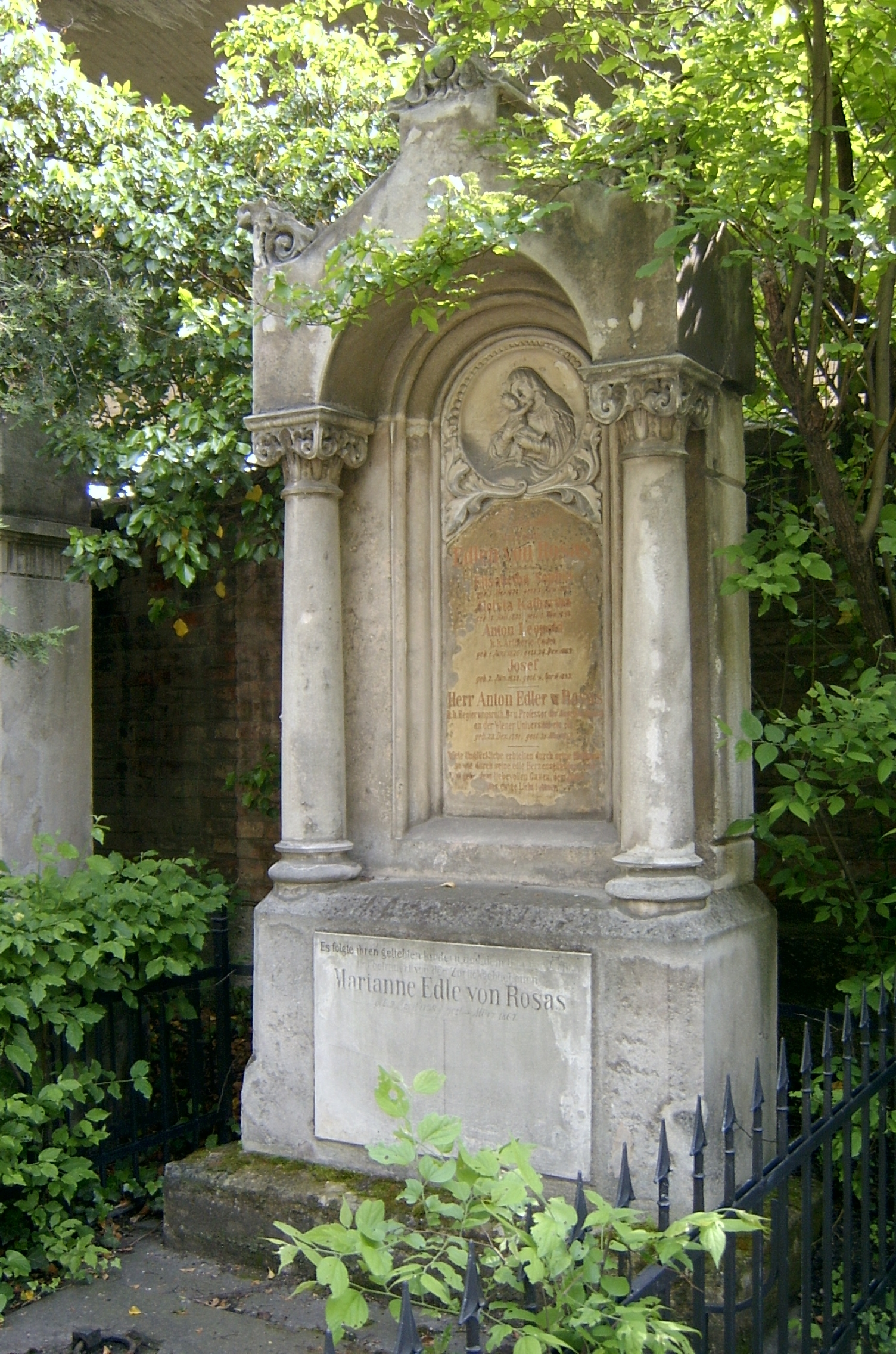
Anton Edler von Rosas

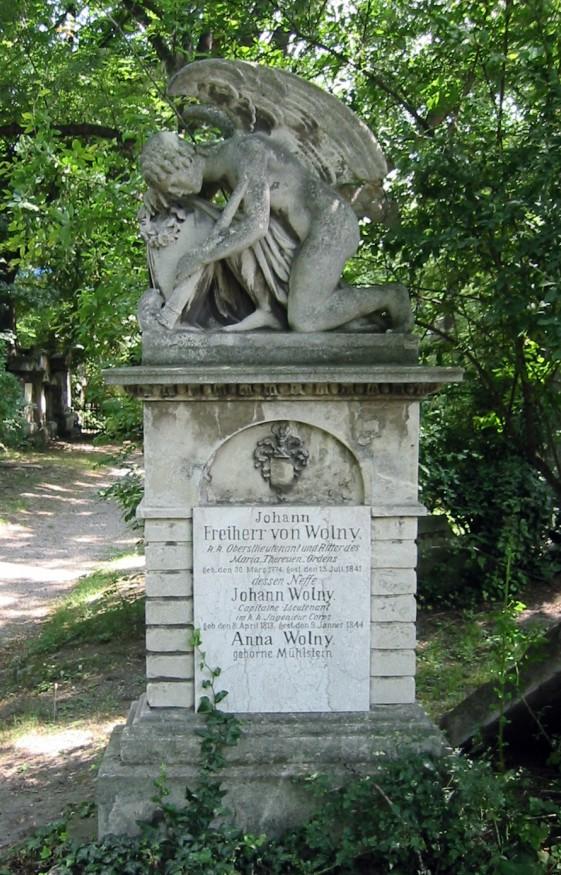
Johann Freiherr von Wolny

| Name                                 | Lebensdaten | Tätigkeit                                                                                  | Liegeort                                       |
| ------------------------------------ | ----------- | ------------------------------------------------------------------------------------------ | ---------------------------------------------- |
| Karl Agricola                        | 1779–1852   | Maler                                                                                      | St. Marx                                       |
| Johann Georg Albrechtsberger         | 1736–1809   | Komponist und Musiktheoretiker                                                             | St. Marx, Schachtgrab                          |
| Victor Franz von Andrian-Werburg     | 1813–1858   | Politiker                                                                                  | Zentralfriedhof, 0-1-2                         |
| Maximilian von Auersperg             | 1771–1850   | General der Kavallerie                                                                     | St. Marx                                       |
| Josepha Barbara Auernhammer          | 1758–1820   | Komponistin und Pianistin                                                                  | St. Marx                                       |
| Johann Baptist Bach                  | 1779–1847   | Advokat                                                                                    | St. Marx                                       |
| Christoph de Bach                    | 1768–1834   | Zirkusdirektor und k. k. Kunst- und Schulbereiter                                          | St. Marx                                       |
| Johann August Freiherr von Turszky   | 1778–1856   | Offizier, Feldzeugmeister                                                                  | St. Marx                                       |
| Alexander Baumann                    | 1814–1857   | Komponist und Dichter                                                                      | Zentralfriedhof                                |
| Karoline Benko                       | 1800–1828   | Malerin                                                                                    | St. Marx                                       |
| Karl von Birago                      | 1792–1845   | Festungs- und Brückenbauer                                                                 | Zentralfriedhof                                |
| Johann Melchior Birkenstock          | 1738–1809   | Politiker und Schulreformer                                                                | St. Marx                                       |
| Josef Blahack                        | 1780–1846   | Komponist                                                                                  | St. Marx                                       |
| Aloys Blumauer                       | 1755–1798   | Dichter                                                                                    | St. Marx, verschollen                          |
| Wenzel Carl Blumenbach               | 1791–1847   | Schriftsteller                                                                             | St. Marx                                       |
| Basilio Calafati                     | 1800–1878   | Praterunternehmer                                                                          | Zentralfriedhof, 30C-6-5                       |
| Philipp von Cobenzl                  | 1741–1810   | Staatsmann                                                                                 | St. Marx                                       |
| Moritz Daffinger                     | 1790–1849   | Maler                                                                                      | Zentralfriedhof, 14A-44                        |
| Christian Johann Nepomuk Dassanowsky | 1780–1839   | Staatsmann                                                                                 | St. Marx                                       |
| Jakob Degen                          | 1760–1848   | Erfinder                                                                                   | St. Marx                                       |
| Anton Diabelli                       | 1781–1858   | Komponist und Musikverleger                                                                | St. Marx                                       |
| Franz Joseph von Dietrichstein       | 1767–1854   | Staatsmann                                                                                 | St. Marx                                       |
| Georg Raphael Donner                 | 1693–1741   | Bildhauer (Donnerbrunnen am Neuen Markt)                                                   | St. Marx, verschollen                          |
| Joseph Drechsler                     | 1782–1852   | Komponist und Musikpädagoge                                                                | St. Marx                                       |
| Julius Egghard                       | 1834–1867   | Pianist und Komponist                                                                      | St. Marx                                       |
| Leopold Ernst                        | 1808–1862   | Architekt, Dombaumeister von St. Stephan in Wien                                           | St. Marx                                       |
| Peter Fendi                          | 1796–1842   | Maler                                                                                      | Zentralfriedhof, 14A-43                        |
| Ernst von Feuchtersleben             | 1806–1849   | Arzt und Schriftsteller                                                                    | Zentralfriedhof, 14A-17                        |
| Andreas Wolfgang Fischer             | 1754–1829   | Architekt                                                                                  | St. Marx                                       |
| Carl Ferdinand Füchs                 | 1811–1848   | Komponist                                                                                  | St. Marx                                       |
| Franz Anton de Paula Gaheis          | 1763–1809   | Pädagoge und Lokalhistoriker                                                               | St. Marx                                       |
| Johann Gänsbacher                    | 1778–1844   | Komponist                                                                                  | Zentralfriedhof, 0-1-61                        |
| Johann Gansterer                     | 1771–1850   | Unternehmer und Besitzer von Ziegelein                                                     | St. Marx                                       |
| Anna Gottlieb                        | 1774–1856   | Schauspielerin und Sängerin                                                                | St. Marx, 4032                                 |
| Franz Josef Hadatsch                 | 1798–1849   | Beamter und Schriftsteller                                                                 | St. Marx                                       |
| Philipp Karl Hartmann                | 1773–1830   | Arzt und Schriftsteller                                                                    | St. Marx                                       |
| Anton Hasenhut                       | 1766–1841   | Schauspieler                                                                               | St. Marx                                       |
| Carl Henikstein                      | 1773–1828   | Musikliebhaber                                                                             | St. Marx                                       |
| Johann Hoffmann                      | 1803–1865   | Theaterdirektor                                                                            | St. Marx                                       |
| Carl Högl                            | 1789–1865   | Wiener Stadtbaumeister                                                                     | St. Marx                                       |
| Lory Hornischer                      | 1850–1868   | Schauspielerin                                                                             | St. Marx                                       |
| Jakob Hyrtl                          | 1799–1868   | Kupferstecher                                                                              | St. Marx                                       |
| Friedrich August Kanne               | 1778–1833   | Komponist und Schriftsteller                                                               | St. Marx                                       |
| Vuk Stefanović Karadžić              | 1787–1864   | Wissenschaftler, Dichter und Diplomat                                                      | Belgrad, hist. Kathedrale Innenstadt           |
| Georg Karageorgievich                | 1827–1884   | Oberstleutnant der serbischen Armee, Enkel von Karađorđe                                   |                                                |
| Theodor Georg Ritter von Karajan     | 1810–1873   | Germanist, Präsident der Akademie der Wissenschaften                                       | St. Marx                                       |
| Josef Kastan                         | 1795–1861   | Baumeister                                                                                 | St. Marx                                       |
| Friedrich Kaufmann                   | 1839–1870   | Maler                                                                                      | St. Marx                                       |
| Jan Kollár                           | 1793–1852   | Dichter                                                                                    | Vyšehrad, Prag (1904)                          |
| Jernej Kopitar                       | 1780–1844   | Sprachwissenschaftler und Slawist                                                          | St. Marx (bis 1897); Navje, Laibach (von 1897) |
| Maximilian Korn                      | 1782–1854   | Burgschauspieler                                                                           | St. Marx                                       |
| Joseph Kornhäusel                    | 1782–1860   | Architekt                                                                                  | Zentralfriedhof, 14A-45A (1920)                |
| Therese Krones                       | 1801–1830   | Schauspielerin                                                                             | Zentralfriedhof, 32A-45A                       |
| Karl Krottenthaler                   | 1818–1864   | Komponist                                                                                  | St. Marx                                       |
| August Kunzek von Lichton            | 1795–1865   | Physiker, Mathematiker, Hochschullehrer                                                    | unbekannt                                      |
| Antoine Charles Comte de La Salle    | 1775–1809   | Französischer Feldherr                                                                     | St. Marx                                       |
| Julie Löwe                           | 1786–1852   | Burgschauspielerin                                                                         | St. Marx                                       |
| Anton Lumpert                        | 1757–1837   | Wiener Bürgermeister                                                                       | St. Marx                                       |
| Josef Madersperger                   | 1768–1850   | Erfinder der Nähmaschine                                                                   | St. Marx, Massengrab                           |
| Marianna von Martines                | 1744–1812   | Komponistin und Sängerin                                                                   | St. Marx                                       |
| Johann Matthias Menninger            | 1733–1793   | Schauspieler                                                                               | St. Marx                                       |
| Louis Montoyer                       | 1749–1811   | Architekt                                                                                  | St. Marx                                       |
| Franz Morawetz                       | 1789–1868   | Gründer des Sophienbades                                                                   | St. Marx                                       |
| Wolfgang Amadeus Mozart              | 1756–1791   | Komponist                                                                                  | St. Marx, urspr. Grab verschollen              |
| Johann Natterer                      | 1787–1843   | Naturforscher                                                                              | St. Marx                                       |
| Alois Negrelli von Moldelbe          | 1799–1858   | Pionier des Eisenbahnwesens, plante den Suezkanal                                          | Zentralfriedhof, 32A-23                        |
| Franz X. Niemeczek                   | 1766–1849   | Universitätsprofessor und Mozartbiograf                                                    | St. Marx                                       |
| Peter von Nobile                     | 1774–1854   | Architekt                                                                                  | Zentralfriedhof, 14A-46A                       |
| Anton Pannasch                       | 1789–1855   | Schriftsteller                                                                             | St. Marx                                       |
| Elias Parish Alvars                  | 1808–1849   | Harfenist und Komponist                                                                    | St. Marx                                       |
| Maria Theresia Paradis               | 1759–1824   | Komponistin, Pianistin und Sängerin                                                        | St. Marx, verschollen?                         |
| Ignaz Parhammer                      | 1715–1786   | Pädagoge und Jesuit                                                                        | St. Marx                                       |
| Alexander Patuzzi                    | 1813–1869   | Schriftsteller                                                                             | St. Marx                                       |
| Ida Pfeiffer                         | 1797–1858   | Weltreisende und Schriftstellerin                                                          | Zentralfriedhof, 0-1-12                        |
| Ludwig Pichl                         | 1782–1856   | Architekt                                                                                  | St. Marx                                       |
| Joseph Preindl                       | 1756–1823   | Organist und Komponist                                                                     | St. Marx                                       |
| Friedrich Wilhelm von Reden          | 1802–1857   | Statistiker und Politiker                                                                  | St. Marx                                       |
| Anton von Rosas                      | 1791–1855   | Arzt                                                                                       | St. Marx                                       |
| Ignaz Saal                           | 1761–1836   | Hofopernsänger                                                                             | St. Marx                                       |
| Franz Sartori                        | 1782–1832   | Schriftsteller                                                                             | St. Marx                                       |
| Johann Anton Schärmer                | 1785–1868   | Maler                                                                                      | St. Marx                                       |
| Johann Baptist Schenk                | 1753–1836   | Komponist                                                                                  | St. Marx                                       |
| Josef Schmidt                        | –1866       | Schauspieler                                                                               | St. Marx                                       |
| Josefine Scutta                      | 1795–1863   | Schauspielerin                                                                             | St. Marx                                       |
| Julius Seidlitz                      | 1815–1857   | Schriftsteller                                                                             | St. Marx                                       |
| Josef Freiherr von Skribanek         | 1788–1853   | österreichischer Feldzeugmeister, Kartograph, Direktor des Militärgeographischen Instituts | St. Marx                                       |
| Abbé Maximilian Stadler              | 1748–1833   | Komponist und Musikhistoriker                                                              | St. Marx                                       |
| Josef Stadler                        | 1796–1859   | Komponist                                                                                  | St. Marx                                       |
| Ignaz Stahl                          | 1790–1862   | Schauspieler                                                                               | St. Marx                                       |
| Anton Joseph Stein                   | 1759–1844   | Hochschullehrer und Philologe                                                              | St. Marx                                       |
| Josef Strauss                        | 1827–1870   | Komponist, Bruder von Johann Strauß                                                        | Zentralfriedhof, 32A-44                        |
| Nannette Streicher                   | 1769–1833   | Klavierbauerin, Komponistin, Musikpädagogin, Schriftstellerin                              | Zentralfriedhof                                |
| Johann Andreas Streicher             | 1761–1833   | Komponist, Pianist und Klavierbauer                                                        | Zentralfriedhof                                |
| Johann Georg Stuwer                  | 1732–1802   | Kunstfeuerwerker (Stuwerviertel)                                                           | St. Marx                                       |
| Franz Xaver Süßmayr                  | 1766–1803   | Komponist                                                                                  | St. Marx                                       |
| Michael Thonet                       | 1796–1871   | Möbelfabrikant, Erfinder der Holzbiegetechnik (Bugholzstühle „Thonet-Sessel“)              | Zentralfriedhof                                |
| Friedrich August Urbany              | -1858       | Kapellmeister                                                                              | St. Marx                                       |
| Katharina Waldmüller                 | 1792–1850   | Hofopernsängerin, Frau des Malers Ferdinand Georg Waldmüller                               | St. Marx                                       |
| Johann Freiherr von Wolny            | 1774–1841   | Offizier, Ritter des Maria-Theresia-Ordens                                                 | St. Marx                                       |
| Alexander Ypsilantis                 | 1792–1828   | Offizier (Griechischer Freiheitskampf)                                                     | Thessaloniki                                   |
| Franz Xaver Zenner                   | 1794–1861   | Weihbischof von Wien                                                                       | St. Marx, 2012                                 |
| Julius Eduard Zernecke               | 1815–1844   | Architekt                                                                                  | St. Marx                                       |